# 조지 오웰
에릭 아서 블레어(영어: Eric Arthur Blair, 1903년 6월 25일~1950년 1월 21일)는 조지 오웰(영어: George Orwell)이라는 필명으로 널리 알려진, 인도 제국에서 태어난 영국의 작가이자 언론인이다. 명료한 문체로 사회 부조리를 고발하고 전체주의에 대한 비판과 민주사회주의에 대한 지지를 표한 것으로 유명하다.
오웰은 문학 평론, 시, 평론, 소설과 같은 작품을 남겼으며, 《동물 농장》(1945년)과 《1984년》(1949년)으로 특히 유명하다. 논픽션 작품 중에는 《위건 부두로 가는 길》(1937년), 《카탈로니아 찬가》(1938년) 등이 있다. 2008년 《타임스》는 1945년 이후 위대한 영국 작가 50선에 2위로 조지 오웰을 꼽았다. 민주사회주의자 중 한명이다.
조지 오웰의 작품들은 오늘날에도 대중 문화와 정치에 영향을 주고 있다. 조지 오웰이 만든 신조어인 빅 브라더, 사상 경찰(Thought Police), 신어, 이중 사고(doublethink)와 같은 언어와 그가 예견한 냉전 체제 등은 여전히 영향력 있는 개념이다.
조지 오웰은 1950년 1월 21일에 오랫동안 앓아온 결핵으로 세상을 떠났다.

## 성장기
에릭 아서 블레어는 1903년 6월 25일에 당시 영국의 식민지이던 영국령 인도의 벵갈(오늘날 비하르 주)에서 태어났다. 증조부 찰스 블레어는 부유한 젠트리로 토머스 페인 백작의 딸과 결혼하였다. 그의 주요 수입원은 자메이카의 플랜테이션 농장이었다. 할아버지 토머스 리처드 아서 블레어는 성직자이었다. 젠트리 신분은 세대를 걸쳐 상속되었으나 제물은 그렇지 못하여 에릭은 자신의 집안을 "상류 중산층의 하층"이라고 표현하였다. 에릭의 아버지인 리처드 월머슬리 블레어(Richard Walmesley Blair)는 인도 식민국 공무원으로 근무하고 있었고, 어머니 이다 블레어(Ida Mabel Blair)는 에릭이 두 살이 되던 해 그와 함께 영국으로 돌아왔다. 그의 생가는 비하르 주의 역사 유적으로 지정되었다.
에릭은 어머니 이다와 함께 옥스포드셔의 헨리온템즈에 정착하였다. 아버지가 3개월 간 영국에 돌아왔던 1907년을 제외하면 1912년까지 가족들은 아버지의 얼굴을 보지 못했다. 에릭에게는 마조리라는 이름의 누나와 에이브릴이라는 이름의 여동생이 있었다. 1905년에 쓰인 어머니의 일기에는 활발한 사회 활동과 예술에 대한 관심이 보인다.
제1차 세계대전이 일어나기 전 에릭의 가족은 옥스포드셔의 쉽레이크로 이주하였다. 에릭은 여기서 버디컴 집안과 어울렸는데 특히 딸인 제신타 버디컴(Jacintha Buddicom)과 친하게 지냈다. 이들의 우정은 이후로도 계속하여 이어졌고, 1974년 제신타는 이 때의 일을 적은 《에릭과 우리들》을 출간하였다.

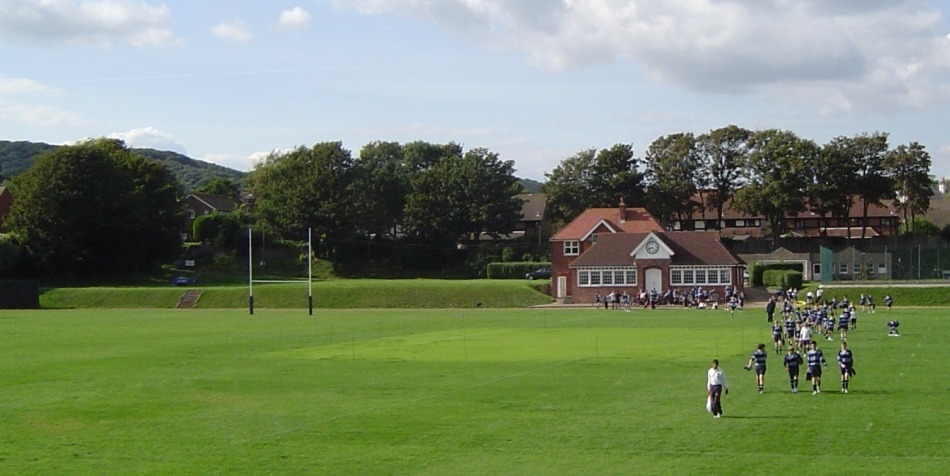
세인트 시프리언즈 스쿨의 교정

에릭은 다섯 살이 되어 헨리온템즈의 수녀원 부속 학교에 입학하였다. 그곳은 1903년 이후 프랑스에서 종교 교육이 금지되자 영국으로 건너 온 우르술라 수녀회가 운영하는 로마 가톨릭 계열의 학교였다. 어머니 이다는 에릭을 퍼블릭 스쿨에 보내고자 하였으나 그러기엔 학비가 부담이 되었다. 이다의 형제인 찰스 리무진이 이스트서식스에 있는 세인트 시프리언즈 스쿨을 추천했는데 프로 골퍼였던 리무진은 그 학교 교장과 몇 차례 골프를 친 적이 있었다. 학교 교장은 학비의 절반을 감해주기로 하고 에릭을 입학하도록 하였다. 1911년 에릭은 세인트 시프리언즈 스쿨에 입학하였고 집에는 방학 때에만 갔다. 그는 등록금 이하에 대해 전혀 알지 못했으나, 학교에선 에릭이 "가난한 집안"이란 소문이 번졌다. 그는 훗날 회고록 〈정말, 정말 좋았지〉(Such, Such Were the Joys)에서 학교가 싫었다고 썼다. 에릭은 이 학교에서 사이릴 코널리와 친구가 되었다. 코널리는 많은 해가 지나 《호라이즌》의 편집장이 되었고 조지 오웰의 여러 에세이를 잡지에 수록하였다. 오웰은 《위건 부두로 가는 길》에서 자신의 가족에 대해 묘사하기를 '상류 중산층의 하급 계층'(lower-upper-middle class)이라고 표현하곤 했다.
세인트 시프리언즈 스쿨을 다니는 동안 에릭은 헨리온템즈의 지역 신문인 《헨리 앤 사우스 옥스퍼드셔 스탠다드》에 두 편의 시를 기고하였다. 에릭은 코널리와 함께 할로우 스쿨이 지급하는 할로우 역사 장학급 2등급에 선정되었다. 이로서 윌링턴 스쿨에 들어갈 자격을 얻었지만 이튼 스쿨에 들어가고 싶었던 에릭은 이튼 스쿨의 결정이 있을 때까지 세인트 시프리언즈에 남아 있기로 결정하였다. 에릭은 1916년 12월까지 세인트 시프리언즈에 있었다.
1917년 1월 에릭은 웰링턴 스쿨로 옮겼다. 그러나 5월에 이튼 스쿨에서 입학 허가서가 도착하자 이튼으로 옮겼다. 에릭은 1921년까지 이튼 스쿨에 다녔다. 그는 어린 시절 친구 버디컴에게 웰링턴이 "더럽다"고 말했고, 이튼은 "흥미롭고 행복한 곳"이라고 평가했다. 당시 이튼 스쿨의 교장은 엔드류 시든햄 페러 고우로 트리니티 칼리지의 펠로우쉽 교수였다. 그는 에릭의 진로를 조언하는 편지를 써 주었다. 에릭은 당시 이튼 스쿨을 함께 다니고 있던 올더스 헉슬리, 스테번 런시먼과 같은 이들에게서 간략한 프랑스어를 배웠다. 사이릴 코널리가 에릭을 쫓아 이튼 스쿨에 왔지만 몇 해 동안 해어져 있었던 이유로 관계는 소원해졌다.
이튼에서의 그의 학업에 대한 평가는 바보 같은 학생이었다는 것과 훌륭한 학생이었다는 것이 공존하고 있다. 자신들에게 경의를 표하지 않는 것에 대해 분개하는 몇몇 교사를 에릭은 노골적으로 싫어했다. 훗날 조지 오웰을 필명으로 사용한 뒤 쓴 〈정말, 정말 좋았지〉에서 에릭은 학창 시절 동안 학교가 가르친 것은 단순한 암기식 수업이며 그 속에서 자신은 계급 차별로 인한 따돌림을 당했다고 썼으며 이튼의 교육에 대해 '(아는 척 할 줄 아는) 신용 사기를 향한 과감한 준비'만을 시켰다고 신랄하게 비판하였다. 그는 약하고 못생겼다는 것에 열등감을 가지고 있었으며 스스로를 실패한 인생으로 생각했다. 어려서 형성된 실패한 인생이라는 감각은 그가 평생 동안 가졌던 것이었다. 에릭을 직접 만나본 사람들은 그가 추남이었으나 맑고 푸른 눈을 가졌다고 회고한다.
결국 그가 이튼을 졸업할 무렵에는 167명중 138등을 할 만큼 성적이 좋지 않았다. 그는 이튼 스쿨에서 로저 마이너스와 함께 대학 잡지를 편집하는 일을 하였고, 대학 진학 선발 시험인 킹스 스콜라를 통과하였지만 부모의 형편 때문에 대학 진학을 포기하였다. 그럼에도 불구하고 에릭은 이튼에서 훗날 자신의 지기들이 되는 친구들을 몇몇 사귀었다. 그중 싸이릴 코놀리는 잡지 '호라이즌'의 편집자가 되어 오웰의 유명한 에세이 대부분을 출간해주었다. 훗날 오웰은 상당한 자율을 허용했던 이튼스쿨 시절을 '그런대로' 행복했다고 회고했지만, 입학 후 공부 이외의 것들에 대해서는 신경 쓸 수가 없게 되었다.
이튼의 생활에 분개했음에도 불구하고 당시 그가 제국주의와 영국의 식민정책에 대해 비판적인 생각은 가지지 못했기 때문에 그는 아버지처럼 식민 관료의 길을 선택했다. 당시 이튼의 교육은 학생들을 식민 관료, 군인, 제국주의자로 만드는 것이었고, 아직 에릭은 그것으로부터 자유롭지 못했다. 런시먼은 자신의 회고록에서 에릭 블레어가 동양에 대한 낭만적인 환상을 가지고 있었다고 썼다. 에릭의 아버지는 서퍽의 사우스월드에서 퇴임하였고, 가족은 에릭이 인도의 제국 경찰이 되기를 희망하였다.

## 《버마 시절》

《버마 시절》의 표지

에릭 블레어의 외할머니는 버마의 모울메인에 살았다. 에릭은 버마에서 경찰을 하기로 하고 1922년 10월 SS 히어포드셔 호를 타고 수에즈 운하와 스리랑카를 거쳐 버마로 갔다. 한달 후 그는 양곤에 도착하였고, 만달레이에서 훈련을 받았다. 핀우린에서 잠시 복무한 후, 1924년 초 에야와디 관구의 미야웅미아에서 근무하게 되었다.
그의 동년배들이 대부분 영국의 대학교에서 학업을 이어갈 때 그는 에야와디 관구의 트완테에서 20만명의 치안을 책임지게 되었다. 1924년 말이 되어 그는 양곤 인근의 시리암(탄리인) 경찰서의 부서장으로 승진하였다. 시리암에는 버마 오일의 정유 공장이 있었다. 공장 주변은 드럼통 쓰레기가 뒹굴고 뿜어져 나오는 이산화 황으로 주변 식물들이 죽어가는 곳이었다. 그러나 관할지가 양곤과 가까웠기 때문에 에릭은 종종 시내로 나가 항구에 나가거나 서점과 카페를 들리면서 경찰 업무의 지루함을 달랬다. 당시 버마는 90명 정도의 영국인 경찰 간부가 13000명 정도의 현지인 경찰을 관리했고 그들이 1300만 명이나 되는 인구를 장악했다.
1925년 에릭 블레어는 버마에서 두 번째로 큰 감옥인 인사인 형무소로 발령받았다. 인사인에서 근무하는 동안 에릭은 엘리사 마리아 랭포드레를 알게 되었고 그녀와 "상상할 수 있는 온갖 주제"로 끝없는 대화를 나누곤 하였다. 그녀는 훗날 인도 시킴 주의 초대 수상인 카지 렌두프 도르지와 결혼하였다. 랭포드레는 에릭이 "매우 공정하고 사소한 것까지 세세한 감수성"을 가지고 있다고 적었다.
에릭은 미얀마에서 다른 영국인 간부들이 영국식 사교생활을 즐기던 것과는 달리 고독하게 지냈고 가끔 사창가를 찾았다. 다른 푸카(펀잡어로 식민지배자들을 이르는 말)와 달리 카인족과 같은 소수 민족을 찾아다니거나 버마어를 읽었다. 당시 동료였던 로저 비든은 1969년 BBC에 출연하여 블레어는 매우 빨리 버마어를 습득하였으며 버마의 승려들과 유창하게 소통할 수 있는 수준이었다고 말했다. 에릭이 가혹한 식민통치자는 아니었으나 불교 승려들과 매춘부들에 대해 경멸하는 태도를 취했고 이는 훗날 제국주의자임을 거부했던 글에서도 확인이 가능할 정도로 체화되어 있었다.
1926년 에릭은 외할머니가 사는 모울메인으로 옮겼다. 그해 말 그는 다시 상부 버마 사가잉 관구의 카타로 발령되었고, 1927년 그곳에서 뎅기열에 걸렸다. 에릭은 병을 치료하기 위해 영국으로 돌아갔다. 1927년 9월 영국의 콘월에서 가족을 만난 그는 버마로 돌아가지 않기로 결심하고 가족들의 반대에도 사표를 제출하였다. 그는 5년간이나 식민 관리 생활을 하였으며 그 과정에서 인간이 인간을 지배하는 것에 대한 깊은 자기혐오에 빠지게 되었다. 아버지가 35년간 근무하여 가족이 '중류 생활자'로 지내게 해준, 그리고 자신이 5년간 영국 신사로 지낼 수 있도록 해준 신분에서 벗어나기로 했다.
에릭은 작가가 되고자 했다. 그는 버마에서의 경험을 살려 1931년 에세이 〈교수형〉(A Hanging), 1934년 소설 《버마 시절》(Burmese Days), 1936년 수필집 《코끼리를 쏘다》(Shooting an Elephant)를 발표하였다.
오웰의 두 번째 저서인 '버마 시절'은 이 시기를 배경으로 한 소설이다. 비극적인 로맨스가 제국주의 시대를 배경으로 펼쳐지고 반제국주의적 정서가 강하게 드러나 있다. 주인공 플로리는 식민 경찰로 있던 오웰의 페르소나로 읽히며 그는 어떻게 자신이 제국주의를 혐오하게 되었는가를 실감나게 묘사한다. 그는 버마에서 보낸 시간들의 이미지가 너무도 강해서 그것을 어딘가에 쏟아붓지 않으면 아무것도 할 수 없을것 같다는 기분이 들어 이 책을 썼다고 했다.

## 《파리와 런던의 밑바닥 생활》

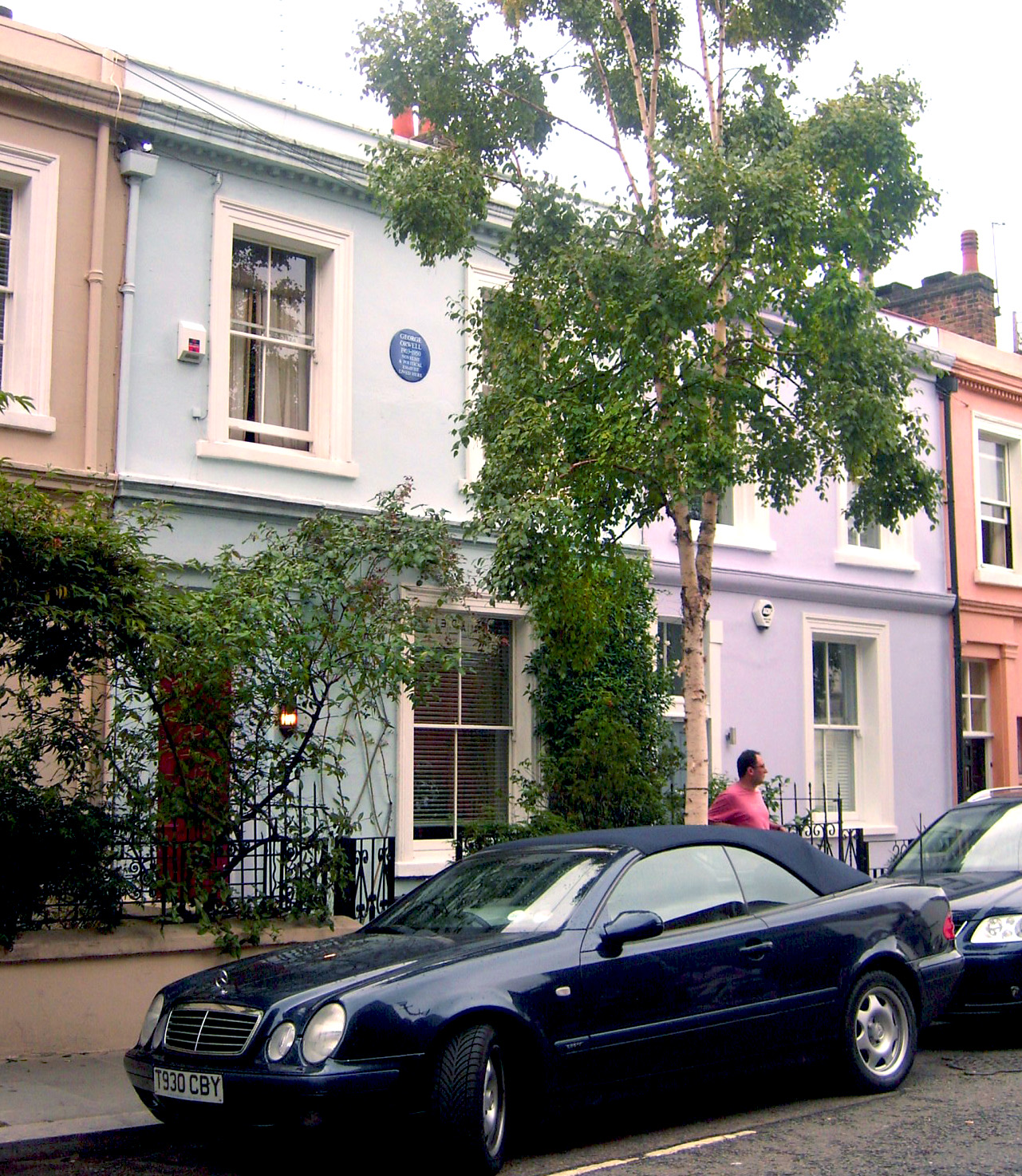
1927년에 살았던 포르토벨로 가의 방

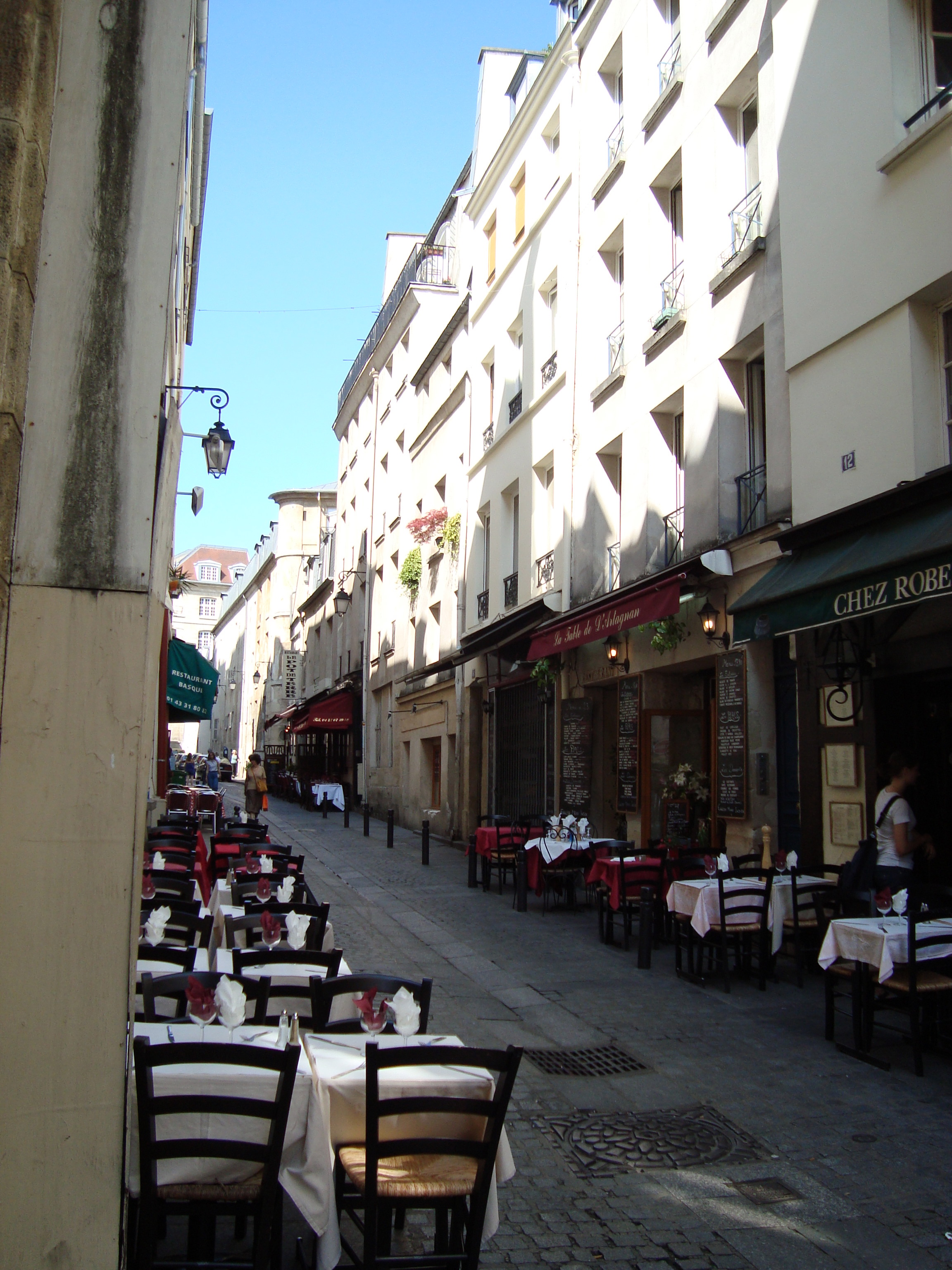
1928년 살았던 파리 5구 루두포드페

영국에 돌아온 에릭 블레어는 가족이 살고 있는 사우스월드에 자리 잡았다. 그는 작가로서의 삶에 대한 조언을 듣기 위해 옛 은사인 고우가 있는 캐임브리지를 방문하였다. 1927년 에릭 블레어는 런던으로 거처를 옮겼다. 가족과 안면이 있던 시인 러스 피터가 숙소를 잡는 것을 도와주었고, 블레어는 그 해 말 노팅힐의 포르토벨로 가에 방을 얻었다. 이 집에는 조지 오웰을 기념하는 블루 플래크가 부착되어 있다. 블레어의 어머니는 러스 피터가 이사를 도운 것에 적잖이 안심을 하였고, 피터는 블레어가 시에는 그다지 재능이 없다는 걸 지적하며 스스로 알고 있는 것을 써 보라고 권유하였다. 에릭 블레어는 경험을 쌓기 위해 이스트엔드오브런던의 생활상을 살폈다. 에릭 블레어는 이스트엔드오브런던의 밑바닥 삶을 서술한 《밑바닥 사람들》을 출간한 잭 런던을 동경하고 있었다. 그는 스스로가 가난한 계층의 사람인양 차려입고서 이스트런던의 라임하우스코스웨이에 있는 하숙집을 빌렸다. 에릭 블레어는 이 시기 겪은 일을 정리하여 1931년 첫 수필 〈스파이크〉를 발표하였다.
1928년 초 그는 파리로 이주하여 노동자들의 밀집 거주 지역이었던 파리 5구의 루두포드페(Rue du Pot-de-Fer)에 자리를 잡았다. 그의 이모 넬리 리무진이 파리에 살고 있어서 필요한 사회적 지원과 경제적 도움을 주었다. 에릭 블레어는 《버마 시절》의 초고를 쓰며 작가 생활을 했지만, 벌이가 될 만한 것은 못되었다. 에릭 블레어는 프랑스의 국제 공산당 잡지인 《몽드》에 투고를 하면서 작가로서 보다는 언론인으로서 더 알려지게 되었다. 에릭 블레어가 전업 작가로서 쓴 첫 글인 〈영국의 관료 체제〉(프랑스어: La Censure en Angleterre)는 1928년 10월 6일 실렸다. 영어로 된 첫 글은 1928년 12월 29일 《지케이스 위클리》(G.K.'s Weekly)에 실린 〈서푼짜리 신문〉(A Farthing Newspaper)이었다. 에릭 블레어는 프랑스의 좌파 잡지인 《르 프로그레 시비크》(Le Progrès Civique, 진보 시민)에 정기적으로 투고하여 런던의 부랑자와 거지의 삶을 다룬 글들을 썼다. 밑바닥 삶에 대한 그의 이런 관심은 훗날 《카탈로니아 찬가》가 집필되기 전까지 에릭 블레어의 주된 평론 주제였다.
1929년 2월 에릭 블레어는 중병이 걸려 파리 14구의 코신 병원에 입원하였다. 이 병원은 의대 학생의 교육을 위해 운영되어 무료로 진료를 하였다. 당시의 경험은 1946년에 발표된 〈빈자가 죽는 법〉(How the Poor Die)의 바탕이 되었다. 그가 병원에 입원해 있는 사이 하숙방에 도둑이 들어 가진 돈을 모두 훔쳤다. 블레어는 생계를 위해 뤼드리볼리 가의 호텔에서 접시를 닦아야 했다. 1933년 출간 된 《파리와 런던의 밑바닥 생활》에는 그의 접시닦이 생활, 구빈원에서의 생활 등이 생생하게 묘사되어있다. 밑바닥 생활을 거치면서 에릭 블레어는 상류층의 자본가들은 프롤레타리아의 폭동을 두려워 할 뿐, 그들의 생활 개선에 아무런 관심이 없다고 생각했다.
| “ | 보잘 것 없는 노동자들에 대한 밑바닥을 관통하는 본능은 단지 폭도에 대한 공포이다. 폭도는 저급한 동물이기 때문에 여가 시간이 생긴다면 위험해질 것이다. 너무 바빠서 생각할 시간도 없는 것이 더 안전할 것이다. | ” |
|   | — 《파리와 런던의 밑바닥 생활》 |   |

1929년 8월 에릭 블레어는 《뉴 아델피》에 〈스파이크〉를 투고하였다. 《뉴 아델피》는 대중적 사회주의를 불러일으킨 주요 잡지 중 하나였으며 1935년까지의 오웰의 글 대부분이 이 잡지를 통해 발표되었다. 1929년 12월 에릭 블레어는 2년 여간의 파리 생활을 청산하고 부모들이 살고 있는 사우스월드의 집으로 돌아갔다. 가족은 지역에서 평판이 좋았고 여동생 에이브릴은 찻집을 운영하였다. 그는 지역의 많은 사람들과 친분을 쌓았고, 그 가운데에는 사우스월드의 세인트펠릭스 여학교의 체육 교사였던 브랜다 샐켈드도 있었다. 성공회 신부의 딸이었던 그녀는 블레어의 청혼을 거절하기는 하였지만, 친구로 남아 여러 해 동안 주기적으로 편지를 주고 받았다.
1930년 블레어는 여동생 마조리와 그녀의 남편이자 어릴 때부터 격의없이 알고지내던 험프리 데킨과 함께 리즈의 브램리에 잠시 머물렀다. 블레어는 여기서 《뉴 아델피》에 투고를 하며 사우스월드의 개인 교사로 생활하였다. 당시 가르쳤던 학생들 중에는 훗날 철학자가 된 리처드 스텐리 피터스가 있었다. 이 즈음 블레어의 생활은 이중적이었다. 사우스월드 블레어 가의 아들인 에릭은 예의바르고 별다른 일 없이 지내는 사람이었지만, 그가 당시 필명으로 사용한 버튼은 런던의 이스트앤드 싸구려 숙소와 길바닥을 거닐고 켄트의 들판에서 홉을 주었다. 그는 해변에서 그림을 그리고 수영을 하며 지내다 훗날 그의 경력에 영향을 미친 마블 피어즈와 프란시스 피어즈를 만나게 되었다. 일년 뒤 블레어는 이들을 런던에서 다시 만났고, 그들의 친구인 막스 플로우먼과도 자주 만났다. 또한 블레어는 루스 피터와 리처드 피터의 집에서도 자주 머물렀는데, 그 덕에 블레어의 간헐적인 밑바닥 생활에는 변화가 생기게 되었다. 당시 블레어의 하루 임금은 하프 크라운(8분의 1 파운드) 정도였다.
1931년 8월 블레어는 〈교수형〉을 투고하면서 《뉴 아델피》의 정규 기고자가 되었다. 그러는 동안에도 그는 이스트앤드와 켄트의 홉 밭에서 막노동을 하였고 이러한 경험을 일기로 기록하였다. 당시의 경험을 바탕으로 1935년 소설 《목사의 딸》을 발표하였다. 블레어는 여러 출판사에 《파리와 런던의 밑바닥 생활》의 출간을 의뢰하였으나 거절당하였다. 1931년 말 조지 오웰은 순전히 투옥 경험을 쌓을 목적으로 경찰에 체포되었다. 그는 1931년 12월 19일 위스키 한 병을 들이킨 뒤 병을 들고 배회하다 베스널 그린 경찰서에 체포되었다. 거기서 블레어는 당시 사용하던 필명인 에드워드 버튼으로 자신의 인적사항을 기재하였다. 경찰서는 인적 사항이 확인되지 않자 몇 차례의 추가 조사를 하고는 블레어를 석방하였다.
1932년 4월 블레어는 웨스트런던의 남자 고등학교였던 하우스론 고등학교의 교사로 채용되었다. 하우스톤 고등학교는 열 살에서 열여섯 살쯤 되는 열대여섯 학생이 다니는 작은 사립 학교였고 블레어 외에도 다른 교사 한 명이 더 있었는데, 학부모는 무역상이나 상점 주인과 같은 사람들이었다. 교사 생활을 하는 동안 마블 피어즈는 빅토르 골란츠가 운영하는 출판사가 《천한 것의 일기》(A Scullion's Diary, 《파리와 런던의 밑바닥 생활》의 초고 제목)를 40 파운드에 출판할 의사가 있다고 알려왔고 블레어는 이를 수락하였다.
1932년 여름 끝무렵 에릭 블레어는 사우스월드로 가서 부모가 집을 장만한 것을 축하하였다. 휴가 기간 동안 에릭과 여동생 에이브릴은 집 단장을 하였고, 에릭은 《버마 시절》의 집필을 계속하였다. 이 동안 블레어는 엘리너 자크와 교재하였다. 하지만 블레어가 보다 깊은 관계를 희망하는 사이 그녀는 데니스 콜링스에게 애정을 보였다. 1932년 8월 블레어는 그의 실패한 투옥 경험담을 담은 〈유치장〉을 《뉴 아델피》에 기고하였다. 블레어는 다시 교사 생활을 시작했고 그 사이 《파리와 런던의 밑바닥 생활》의 출간을 준비하였다. 그는 가족들이 자신의 부랑자 생활을 알 게 될까 염려되어 새로운 필명을 고심하였다. 블레어는 1932년 11월 15일 무어에게 편지를 보내 필명을 추천해 주길 부탁했고, 나흘 뒤 무어와 골란츠는 기존의 필명이었던 버튼과 함께 케네스 마일즈, H. 루이스 얼웨이스, 조지 오웰 등의 이름을 추천하였다. 블레어는 조지 오웰을 필명으로 선택했는데, 엘리너 자크에게 그 이유를 “부드럽게 들리는 영국 이름”이기 때문이라고 말했다. 이것은 그가 작가로서 실패할 경우를 대비하고 가족들이 놀라지 않도록 고려해 선택한 것이기도 하다. 그는 서포크의 오웰 강을 좋아했다고도 한다. 그러나 한동안 기고문에는 계속 에릭 블레어라는 이름을 사용했다.
저자를 조지 오웰이라고 밝힌 《파리와 런던의 밑바닥 생활》은 1933년 1월 빅토르 골란츠 출판사에서 출간되었다. 책은 평판이 좋았고, 뉴욕의 하퍼 앤 브라더스 출판사가 다음 판을 인쇄하였다. 《파리와 런던의 밑바닥 생활》에는 그의 접시닦이 생활, 구빈원에서의 생활 등이 생생하게 묘사되어있다. 첫 번째 저서임에도 불구하고 사회 모순들을 묘사함에 있어 매우 신랄한 필치를 구사하고 있다. 밑바닥 생활을 묘사하는 것 뿐 아니라 그 와중에 런던의 속어와 욕설을 정리해둔다거나 구빈원 시스템의 모순을 치밀하게 폭로하는 등 다층적이면서도 종합적인 글쓰기를 보여주었다. 그리고 오웰다운 위트가 곳곳에 넘친다. 잭 런던의 《밑바닥 사람들》(1903)로부터 영향받은 작품이다. 그동안 블레어는 《버마 시절》의 집필을 계속하였다.
1933년 중반 블레어는 하우스론 고등학교를 떠나 힐링턴 구에 있는 억스브리지의 프레이스 컬리지 교사로 근무하게 되었다. 이전 학교와 달리 그 곳은 200 명이 넘는 학생이 있었고 교직원도 모든 부서가 편성되어 있는 학교였다. 블레어는 오토바이를 구입하여 인근을 돌아다녔다. 그는 추운 날씨에 밖을 돌아다니다 폐렴에 걸렸고 억스브리지 코테이지 병원에 입원하였다. 중태에 빠져 사경을 해매던 그는 1934년 1월이 되어서야 간신히 퇴원하였다. 그는 사우스월드의 부모 집으로 돌아갔고 교사직을 영영 그만두었다.
1933년 말에 블레어는 《버마 시절》을 탈고하였으나 골란츠가 명예 훼손에 휘말릴 것을 염려하여 출판을 거절하자 낙담하였다. 그러나 하퍼 앤 브라더스는 미국에서 출간을 추진하였다. 《버마 시절》은 출간 이후에도 《파리와 런던의 밑바닥 생활》에 비해 호의적이지 못한 평가와 판매고를 올렸다.

## 《엽란을 날려라》
《버마 시절》의 출간을 기다리는 사이 블레어는 소설 《목사의 딸》을 쓰기 시작했다. 그는 소설에서 교사 생활의 경험과 사우스월드에서의 삶을 담았다. 그 해 사우스월드에 사는 동안 블레어는 아버지와 함께 공공 농장에서 일했다. 엘리너 자크는 결혼하여 싱가폴로 떠났고, 블랜다 샐켈드는 아일랜드로 갔기 때문에 블레어는 고독했다. 10월 《목사의 딸》 원고를 무어에게 보낸 뒤 블레어는 이모가 주선 해 준 새 직장에서 근무하기 위해 런던으로 갔다.
새 직장은 프란시스 웨스트로프와 마이팬위 웨스트로프가 운영하는 중고 서점이었다. 그는 그곳의 애서가 코너에서 시간제 점원으로 일했다. 서점 주인은 이모 넬리 리무진과 에스페란토 운동으로 알게 된 친구였다. 웨스트로프는 블레어와 친근하게 지냈으며 폰드 가의 편안한 하숙집인 워윅 맨션을 제공하였다. 그와 함께 일했던 존 킴체(Jon Kimche)는 언론인이자 역사가였으며 훗날 스페인내전에 참전한 블레어와 바르셀로나에서 다시 만나게 된다. 서점을 운영하던 웨스트로프와 킴체는 모두 노동당에서 분당한 독립노동당의 당원이었지만 블레어는 정치적 활동에 큰 관심을 보이지는 않았다.
블레어는 오후에 일했고 오전엔 집필 활동을 하였다. 이 시기의 경험은 1936년 출간된 소설 《엽란을 날려라》의 배경이 되었으며 그는 《서점의 회상》, 《책값 대 담뱃값》, 《좋으면서 나쁜 책》(문제가 있지만 그럭저럭 읽을 만한 책) 등의 에세이에서 이 시기의 기억을 되살렸다. 또 오웰은 시 창작에도 주목하여 《아델피》에 발표하곤 했는데 꽤 좋은 평가를 받았다.
1935년 초 블레어는 워윅 맨션을 나와 마블 피어즈가 소개해 준 팔리어맨트힐의 아파트로 옮겼다. 《목사의 딸》은 1935년 3월 11일 출간되었다. 《목사의 딸》은 교구 목사관이나 여학교의 일상에 대해 사회학적인 분석에 가까운 묘사가 담겨있다. 출간당시 감상적인 중류계급 소설이라는 평가를 받았고 훗날 스스로 '어리석은 돈벌이를 목적으로 쓴 창작품'이라고 혹평했지만 판매고는 그의 다른 책들보다 나은 편이었다.
이 시기 블레어는 훗날 아내가 될 아일린 오쇼네시를 만났다. 6월이 되자 《버마 시절》이 출간되었고, 그의 오랜 친구인 사이릴 코널리가 《뉴 스테이트먼》에 서평을 기고하였다. 이 일을 계기로 블레어는 코널리를 오랜만에 재회하였다. 8월, 그는 켄티쉬 타운의 아파트로 이사하여 마이클 세이어스, 레이너 헤픈스털과 방을 나누어 썼다. 이 때의 인연은 레이너 헤픈스털과 함께 BBC에 근무하는 동안에도 이어졌다. 10월, 룸메이트들이 아파트를 나가게 되자 블레어는 혼자 임차료를 감당하는 처지가 되었다. 1936년 1월 말 블레어는 서점 일을 그만 두었다.
1935년에 오웰은 《엽란을 날려라》를 쓴다. 서점에서의 근무경험과 엘리노어와의 사랑을 소재로 하였으며 재능은 있지만 결코 성공하지 못한 시인 고든 콤스톡을 등장시킨 이 소설은 거의 자신의 이야기를 담고있다. 그는 가난이 어떻게 개인의 자존감을 무너뜨리는가라는 내용을 아주 자세하게 묘사하며, 가난분석가나 가난이론가라 부를 수 있을 정도의 분석을 시도한다. 오웰은 잘팔리는 작가가 아니었고 항상 가난에 시달려왔으며 이후 《동물농장》이 국제적 성공을 거둔 다음에서야 가난을 면하게 되었다. 《파리와 런던의 밑바닥 생활》-《엽란을 날려라》- 《위건 부두로 가는 길》은 가난에 대한 그의 깊은 관심을 드러낸다.

## 《위건 부두로 가는 길》 (The Road to Wigan Pier)

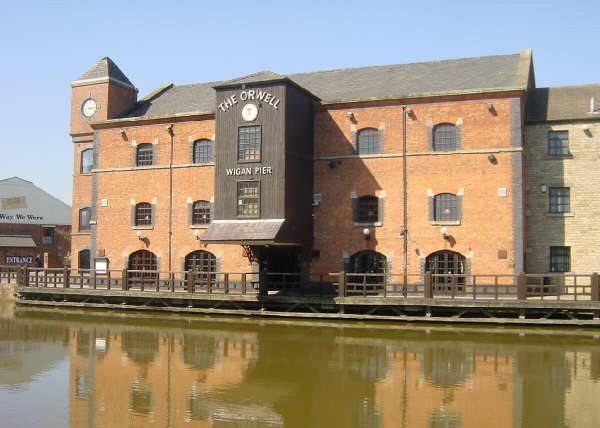
위건 부두의 창고. 현재는 오웰의 이름이 붙어 있다.

1936년 초 빅토르 골란츠는 오웰에게 짧은 시간에 걸쳐 경제 불황에 빠진 북잉글랜드의 사회상을 조사해 달라는 의뢰를 하였다. 그 보다 2년 전 존 보인턴 프리스틀리는 잉글랜드 북부의 트렌트강 유역에 대한 르포를 출간하여 유명세를 탔었다. 당시에는 여러 노동자 계층의 작가가 쓴 북잉글랜드의 불황에 대해 글들이 대중들에게 알려져 있었다. 골란츠는 형편이 좋은 출판업자는 아니었지만, 사회 운동가이자 사회주의자로서 민중의 생활상을 알리면 정부의 태도 변화를 이끌어 낼 수 있으리라 여겼다.
1931년 1월 31일 오웰은 코번트리, 스태퍼드셔의 공단, 메이클즈필드 등지를 대중 교통을 타거나 걸어서 돈 끝에 맨체스터에 당도했다. 도착했을 때는 날이 늦어서 은행은 이미 닫혀있었다. 여인숙에서 하루를 묵은 오웰은 리처드 리 편으로 운송노조의 프랭크 미드에게 조사 지역의 추천을 부탁했고, 위건 부두를 추천 받았다. 오웰은 3월까지 위건, 반즐리, 셰필드 등지를 옮겨 다니며 살았다. 조지 오웰은 1월 31일부터 3월 25일까지 일기를 썼고 이는 《위건 부두로 가는 길》의 토대가 되었다.
이 즈음 오웰은 《엽란을 날려라》의 문체에 대한 비판과 명예훼손 문제로 시달리고 있었다. 그는 리버풀을 짧게 방문한 뒤 3월까지 남요크셔의 셰필드와 반즐리에 머물면서 그림소프와 같은 탄광 지역을 방문하여 사회상을 관찰하였다. 그는 공산당의 오스월드 몬즐리를 만났지만 몬즐리는 "이 모든 것이 국제적인 유대인의 농간"이라는 성의없는 인터뷰를 했을 뿐이다. 오웰은 마치 영국 파시스트 연합과 인터뷰를 하는 느낌을 받았다. 오웰은 미들랜즈를 돌아다니는 동안 해워스에 있는 브론테 기념관을 들리면서 해딩글리에 살고 있던 여동생을 만났다.
1937년 골란츠는 자신이 주도하던 좌파 북클럽(영어: Left Book Club)을 위해 《위건 부두로 가는 길》을 출간하였다. 좌파 북클럽은 문고본에 가까운 가격으로 가입자들에게 책을 공급하는 회원제 단체이자, 영국의 좌파 출판사로 당시 영미권 사회주의자들에게 광범위한 영향력을 주었다. 오웰은 책의 1부 〈탄광지대 노동자의 밑바닥 생활〉에서 랭커셔와 요크셔의 광산 노동자 생활상을 포함한 취재 결과를 서술하였다. 그는 여기서 앙상한 몸에 제대로 입지도 먹지도 못하는 노동자 계급의 참담함을 기록하였다. 2부 〈민주적 사회주의와 그 적들〉에서는 자신이 어떻게 사회주의자가 되어가고 있는가를 말하면서, 사회주의의 목표를 위해서 "오만하고 따분한" 사회주의 지식인과 행동 이데올로기를 파악하지 못하고 있는 "프롤레타리아" 사회주의자가 어떻게 사회주의 운동의 장애물이 되고 있는 지를 비판하였다. 오웰은 사회주의자로서 사회주의를 보호하기 위해 "악마의 대변인"을 자처하였다. 골란츠는 책의 후반부의 내용을 우려하여 오웰이 스페인으로 떠난 사이 이를 변명하는 서문을 추가하였다.
당시 영국의 좌파 지식인들은 노동운동보다는 공산당에 매몰되는 친소경향을 가지고 있었으며 일부 보수파들은 나치가 공산주의의 확산을 막아줄 것이라는 순진한 기대를 하고 있었다. 특히 좌파 지식인들은 오웰이 나치도 스탈린도 모두 전체주의라고 평가하는 것을 소련의 중앙유럽 '진출'과 나치의 '침략'을 혼동한다고 비판하였다. 지금 생각해보면 오웰의 현실 인식이 관념적이지 않고 정확했다는 것 뿐 아니라 이후 스페인 내전에의 참가로 이어지는 오웰의 행동에서 볼 수 있는 민중중심적인 아나키즘이 드러났다고 볼 수 있다. 그런 의미에서 오웰은 탁월한 현실 인식 능력을 가진 반권력의 작가였다.
또 오웰은 '배운' 사회주의자들이 부르주아 이데올로기, 프롤레타리아의 연대, 수용자들에 대한 수용 등의 말을 씀으로서, 아니 거기까지 가지 않더라도 '동지'라는 말 따위를 억지로 사용하는 사회주의자들의 문화가 피착취 계층이자 잠재적 사회주의자들인 중산층의 마음을 떠나가게 했다며 사회주의자들이 종종 사회주의의 적이 되곤 한다고 비판한다. 또 영국의 뿌리깊은 계급문제를 넘어서는 것은 쉽지 않으며 서로 다른 계급(먹고살만한 노동계급과 가난한 지주계급 등)이 공존할 수 있도록 서로의 차이를 인정해야 한다는 주장을 하고 있다. 즉 오웰은 본질적이지 않은 차이때문에 주적에 대항하는 연대가 깨져서는 안된다는 점에 대해 얘기하는 것이다.
《위건 부두로 가는 길》에서 북부의 석탄이 북부 사람들을 어떻게 착취하여 남부에 부를 가져다주는지, 그리고 왜 민중들에게는 사회주의가 아니라 파시즘이 지지를 받고 있는지, 마르크스주의자들이 얼마나 교조적인 태도로 즉, 마르크스주의를 아무런 비판없이 맹신하는 태도로 민중들과 동료들을 비판하고 있는지를 서술하며 마르크스주의자들의 맹목적인 소련 숭배를 비판한다. 이 책은 오웰이 사회주의자로서의 의식을 표출한 첫 번째 본격적인 저서라고 할 수 있다. 조지 오웰은 직접 탄광의 막장으로 들어가 그들의 노동 현장을 보았고, 함께 먹고 자면서 생활상을 목격하였다.
| “ | 갱도 밖으로 나온 광부의 얼굴은 너무나도 창백하다. 시커먼 가면 같은 탄진을 뒤집어썼어도 알아볼 수 있을 정도로 창백하다. …… 수백 명의 광부들이 근무 교대를 하러 갱도 밖으로 나오는 광경은 묘하고 좀 무섭기까지 하다. | ” |
|   | — 조지 오웰, 《위건 부두로 가는 길》, 〈광부들의 삶〉 |   |

옥스퍼드 대학의 존 스티븐슨은 이 책을 “실업을 다룬 세미다큐멘터리의 위대한 고전”이라고 평하였다. 조지 오웰은 노동자들이 스스로 단결할 생각조차 하지 못하는 대량 실업의 시기에 스스로를 사회주의자로 여기는 중산층들은 특이한 스타일의 구두나 신고 특이한 언어를 사용하는데 몰두하면서 인간다움을 잊고 있다고 개탄한다. 조지 오웰은 사회주의자들이 소련을 지나치게 숭배하면서 교조주의적 사고를 보이지만 행동에서는 중산층의 태도를 고집하는 것이 사회주의가 대중적 지지를 잃게 되는 원인이라 지적하면서 당시 부상하고 있던 파시즘을 경계하였다.
이 책의 2부는 오웰의 자서전이라고 할만한 부분을 담고 있으며 여기서 오웰은 자신이 어떻게 제국 경찰에서 피압제자들의 친구가 되어보기로 시도했는지, 그럼에도 불구하고 자신의 태생적 계급을 어떻게 넘을 수 없었는지 고백한다. 이는 그의 첫 번째 르뽀 《파리와 런던의 밑바닥 생활》을 쓴 동기이기도 했다. 《위건 부두로 가는 길》에서 그는 위건의 탄광노동자에 대한 묘사로 시작해, 결국 계급 차이 따위는 극복하고 전면적인 반 파시즘 연대로 가야한다는 것을 주장했고 이 책의 원고를 넘긴지 얼마 되지 않아 이를 실천하기 위해 스페인으로 건너가게 된다. 그 결과물이 또 하나의 걸작 르뽀 《카탈로니아 찬가》이니, 오웰이 쓴 세 편의 르뽀는 모든 억압에 반대한다는 그의 사상적 궤적을 순차적으로 꿰어준다. 오웰은 책의 결론에서 "단결해야 할 사람은 사장에게 굽실거려야 하고 집세 낼 생각을 하면 몸서리쳐지는 모든 이들이다."라고 주장한다.
오웰은 영국 북부를 방문한 후 런던 근교에 집을 얻어 시골생활을 시작했다. 시골생활을 하면서 한산한 식료품 가게를 운영했는데 그것은 이득이 되지 않았지만 오웰에게 평화를 주었다. 1936년에 오웰은 하숙집 주인의 소개로 만난 아일랜드계 여인 아일린 오쇼네시와 결혼한다. 아일린은 영문학을 전공하고 교사, 사회복지사를 거쳐 교육심리학을 다시 전공하고 있던 인텔리였다. 그녀는 오웰의 사상적 동반자로서 스페인 내전에 오웰과 함께 동행한다.

## 《카탈로니아 찬가》와 스페인 내전

《카탈로니아 찬가》 초판 표지

1936년 겨울 조지 오웰은 스페인 내전에서 공화파를 지지하기 위해 참전했다. 그는 12월 23일 파리에 들러 헨리 밀러와 만나 반파시즘 연대와 민주주의 수호의 의무를 역설했지만, 밀러는 오웰의 주장에 냉소적이었다. 조지 오웰은 바르셀로나에 도착해 독립노동자당의 간부였던 존 맥나이르를 만나 "나는 파시즘에 대항해 싸우러 왔다"고 말했다. 오웰은 얼마 지나지 않아 바르셀로나의 복잡한 정치 관계에 맞닥드리게 되었다. 스페인 제2공화국의 인민전선 정부는 다양한 정파들로 나뉘어 있었다. 마르크스주의 통일노동자당(스페인어: Partido Obrero de Unificación Marxista, POUM), 소련의 지원을 받는 스페인 공산당의 일원이었던 카탈로니아 통일사회주의당(카탈루냐어: Partit Socialista Unificat de Catalunya, PSUC)과 같은 여러 정치 세력이 서로 경쟁하는 가운데 혼재하였다. POUM은 아나코 신디칼리즘을 표방한 전국노동자연합(스페인어: Confederación Nacional del Trabajo, CNT의 지지를 받았다. 조지 오웰은 국제여단의 영국측 독립노동자당 민병대에 소속되었고, 독립노동자당은 POUM을 지원했다. 조지오웰이 배속될 당시 POUM의 병력은 약 7만명 가량이었다.
조지 오웰은 POUM의 레닌 부대에 배속되었다. POUM의 민병대는 일반적인 군대와 달리 독특한 편성 체계를 지니고 있었다. 30여 명 가량의 반(班, section)이 기본 조직을 이루고 백여 명이 모여 센트리아(Centria, 백인부대)를 이룬다. 가장 큰 단위 조직은 진(陣, Column)으로 여러 센트리아가 모여 구성되었다. 조지 오웰은 전선으로 배치 되기 전에 기초 군사 교육을 받으며 바르셀로나에 머물렀다. 이 기간 동안 조지 오웰은 스페인어를 배우기 위해 애썼다. 카탈루냐 지방은 공화파에 의해 장악되어 있었으며 노동자의 나라 같은 분위기가 있었다. 바르셀로나에서는 밤낮 없이 혁명의 노래가 울려퍼졌고, 붉은 색과 검은색으로 이루어진 아나키즘 깃발이 도처에 걸려 있었다. 영국 북부의 참혹상을 보고 온 오웰은 여기서 인간에 대한 희망을 발견한다. 의용군의 조직은 형편없었으며 총알이 제대로 나가지도 않는 소총 하나만 들고 아라곤 전선에 배치받았다. 하지만 장교에서 사병까지 누구나 똑같은 대우를 받았으며, 계급으로 차별을 받지 않았다. 넉 달 이상 전투가 없었음에도 불구하고 여러 차례 죽을 고비를 넘긴다. 전투다운 전투를 하지 못한 채 추위와 굶주림에 더 많은 사람이 죽어가던 전쟁이었다.
1937년 4월 오웰은 아일린이 기다리고 있던 바르셀로나로 돌아갔다. 조지 오웰과 아일린은 컨티넨털 호텔에 묶고 있었는데, 소련 측은 오웰 부부를 반소련 인사 블랙리스트에 올리고 감시하고 있었다. 그 사이 바르셀로나는 혁명적 기운이 사라지고 다시 계급이 형성되는 듯한 분위기가 생겨나기 시작했다. 공화파 안에서는 각종 노선의 차이로 인한 대립이 강해지고 있었다. 결국 5월 1일 노동절은 "혁명의 도시" 바르셀로나 시민들의 기대와 달리 정파간 갈등 때문에 아무런 행사도 없이 지나갔다. 소련의 코민테른이 지원하는 공산당을 비롯한 자치정부 구성 세력과 CNT를 중심으로한 아나키즘 세력 사이의 갈등의 골은 점차 커졌고, 급기야 5월 16일 POUM이 점거중인 전화국을 탈취하기 위해 같은 편이라고 할 수 있는 공산당이 총격을 가하는 바르셀로나 5월 사건까지 벌어졌다. 오웰은 보다 국제적인 연대를 받는 곳에서 공화파의 승리를 위해 더 기여해보고자 마드리드의 국제 여단에 참가하고자 하였으나 5월 사건을 지켜보고는 코민테른의 지시를 받던 국제 여단의 참여를 포기하고 다시 POUM 소속으로 전선에 복귀하였다. 전선으로 돌아와 보니 함께 싸우던 영국인 동료들 가운데 일부는 프랑코 측에 사로잡혀 재판없이 투옥되거나 추방당한 상태였다. 누구나 평등했던 민병대에도 다시 계급이 생겨 오웰은 소위가 되었다.
조지 오웰은 전투 참여 10일 만에 목을 관통당하는 부상을 입고 후방으로 후송되었다. 훗날 오웰은 '총알에 맞는 것이 총알에 맞지 않는 것보다 행운이었던 상황'이라고 회고했다. 1mm만 왼쪽에 맞았더라면 즉사할 수도 있었던 상황에서 오웰은 극적으로 살아났지만 그는 공산당으로부터 트로츠키파로 의심을 받고 있었다. 이미 아내 아일린 또한 가택수색을 당한 상태였고 두 부부는 간신히 야간열차를 타고 스페인을 빠져나왔다.
오웰은 스페인 국경을 빠져나오자마자 글을 쓰기 시작해서 영국에 보냈지만 몇몇 곳에서 거부당했다. 런던에 돌아가서도 사정은 마찬가지여서 《카탈로니아 찬가》를 쓰기 위해 골란츠에게 연락했을 때도 골란츠는 출간을 거부했다. 골란츠는 코민테른을 비판하는 조지 오웰이 트로츠키 주의에 경도되었다고 생각했다. 《카탈로니아 찬가》는 군소 업체였던 세커앤워버그에서 출판되었다. 오웰이 사망하던 1950년까지도 초판이 다 팔리지 않을 만큼 책의 판매는 부진하였다. 1939년 이봉 다베가 프랑스어로 번역하였으나 조지 오웰이 사망할 때까지 출판사를 찾을 수 없었고, 미국에서 출간된 것은 1952년 2월이 되어서였다.
《카탈로니아 찬가》는 전쟁의 어리석음과 스페인 인민들에 대한 애정이 가득 담긴 르포문학의 걸작이다. 오웰은 스페인 내전 당시의 정치상활에 대한 분석까지 실어서 스페인 내전을 미시적이면서 거시적인 관점으로 바라볼 수 있는 작품을 내놓았다. 옥스퍼드 대학교의 역사학자 레이먼드 카(Raymond Carr)는 "스페인 내전을 소재로 한 문학들은 대개 열악하지만 조지 오웰의 작품은 뚜렷한 예외이다. 그는 정치적 편향을 거두고 자신이 본 것만을 사실적으로 전달하려고 하였기 때문이다"라고 평가하였다. 그러나 이 책은 오웰이 죽을 때까지 초판이 다 팔리지 않을 정도로 철저히 무시당했다. 골란츠가 출간하지 않고 마케팅능력에서 한계가 있는 작은 출판사를 통해 출간되었기 때문이었다.
육체적 정신적으로 탈진한 오웰 부부는 1938년에 모로코로 요양을 간다. 그곳에서 쉬면서 중산층 외판원의 삶에 지쳐 고향으로 돌아가지만 그곳에도 마음 둘 곳이 없다는 내용을 담은 소설 《숨쉬러 올라오기》를 쓴다. 1939년 골란츠에 의해 출간된 이 책은 꽤 호평을 받았다. 그는 여기서 산업화로 인해 우리가 잃은 것이 무엇인가에 대해 집요하게 묘사한다. 오웰에게 문명화 혹은 철학없는 개발/발전은 곧 익숙한 것으로부터의 결별을 뜻하며 이 정서는 그의 묵시록적 소설 《1984년》으로 이어진다.

## 《동물 농장》과 제2차 세계대전

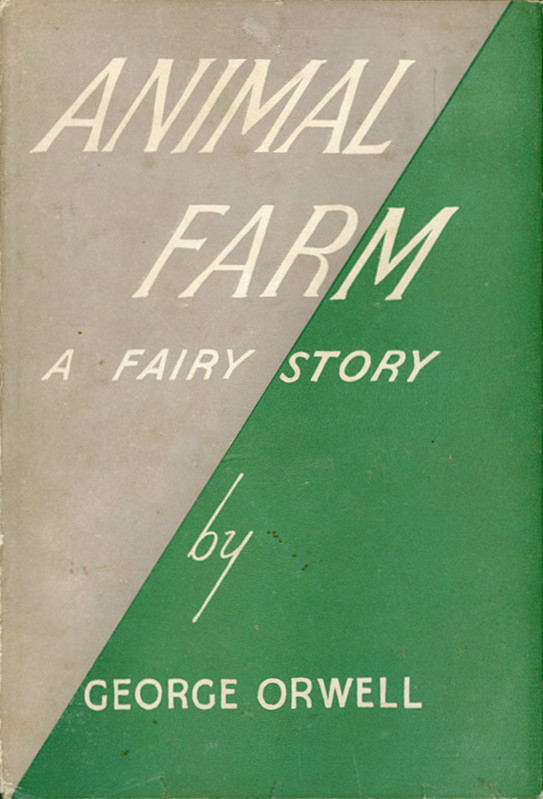
《동물 농장》의 초판 표지

제2차 세계대전이 일어나자 아일린은 정보성의 검열관으로 일하게 되었다. 아일린은 주중에는 친정인 그리니치에서 머무르며 근무하였다. 조지 오웰도 전쟁 복무자로 등록하였지만 일할 수는 없었는데, 오웰은 친구였던 인류학자 조프리 고러에게 "내 폐 문제 때문에 아무 곳도 갈 수가 없다"고 토로하였다. 이 기간 동안 오웰은 농사를 지으면서 에세이집 《고래 뱃속에서》를 탈고하였다. 전쟁 중이라 사상의 자유가 통제되었기 때문에, 많은 잡지들의 간행이 중단되어 오웰은 영화평을 쓰는 일로 근근이 생활을 유지했다. 오웰은 채플린의 영화들을 특히 좋아했다. 조지 오웰은 파시즘에 대항하는 전쟁에 무엇이라도 도움이 되고자 국토방위군에 가입하였다.
1941년에 발간된 에세이 《사자와 일각수:사회주의와 영국의 재능》은 오웰이 중산층에 대한 비판을 중지하고 애국심을 고취하기 위해 쓴 것이다. 사자와 일각수는 영국의 왕실 문장에 들어있는 왕가의 상징이다. 파시즘에 대해 승리하기 위해서는 영국이 영국적인 고상함(그것이 위선이든 아니든 간에)을 되찾아야 한다고 주장한 이 책은 전쟁 기간 동안 많이 팔려나갔다. 오웰은 영국을 위해 무엇을 할 것인가 고민하던 끝에 1941년부터 BBC에서 대 인도 선전 방송의 원고를 쓰고 라디오 방송을 맡았다. 그러나 전시 검열과 영국의 제국주의적 태도 때문에 오웰은 방송 일을 오래 할 수 없었다. BBC는 조지 오웰의 목소리가 "매력 없다"는 이유로 그를 해고하려고 하였다. 오웰은 1943년 9월에 BBC를 퇴사하였다.
1943년 11월 오웰은 노동당의 지원을 받는 좌파 잡지 《트리뷴》에서 문학 편집자로 일하기 시작했다. 거기엔 그의 오랜 친구인 존 킴체(Jon Kimche)가 일하고 있었다. 오웰은《트리뷴》에서 일하는 동안 80여 개의 서평을 썼고, 자유롭게 글을 쓸 기회를 얻어 1947년까지 정기 컬럼 〈나 좋을 대로〉(As I Please)를 집필하였다. 오웰은 목공실을 만들고, 동물을 키우고, 아이를 입양하는 등 평화로운 생활을 가지게 되었다. 이 시기에 오웰은 《동물 농장》을 집필하기 시작했고, 아내 아일린이 여러 가지 조언을 해주어 《동물 농장》은 이전까지의 오웰 작품들과는 다르게 해학적인 면이 많아졌다. 1944년 2월에 탈고된 《동물 농장》은 소련과 스탈린에 대한 신랄한 비유로 가득 차 있었다.
골란츠는 소련을 노골적으로 비판한다는 이유로 출판을 거절하였다. 다른 출판사를 물색하는 사이 오웰이 살던 런던 킬번 구 몰티머 크레센트 10번지 집에 V-1 비행폭탄이 날아들었다. 폭격을 당해 집이 불탔지만, 다행히 그는 당시 아일린의 친정에 있어 화를 면했다. 1944년 6월 30일자 《트리뷴》의 〈나 좋을 대로〉 칼럼에서 조지 오웰은 비행 폭탄에 대해 언급하였다.
어떤 무기건 그것이 자신에게 겨누어지면 싫기 마련이다. 하지만, 나는 무인 비행기나 비행 폭탄으로 불리는(정확한 이름이 무엇이건) 무기만큼 싫은 것도 없는데, 왜냐하면 다른 무기들과 달리 이것이 날아오는 동안에 생각할 시간이 생기기 때문이다. 그것이 날아오는 찢어지는 굉음을 듣는 순간 당신의 첫번째 반응은 무엇이겠는가? 결국 소음이 멈추지 않기를 그리하여 머리위로 안전하게 지나쳐서 멀리 떨어진 어딘가에서 터지기를 바라게 된다. 달리 말하면, 당신의 바램은 그것이 다른 누군가에게 떨어졌으면 하는 것이다.— 〈나 좋을 대로〉, 《트리뷴》, 1944년 6월 30일

오웰은 《동물 농장》의 출판을 위해 여러 출판인들과 상의하였으나 그리 좋은 반응을 얻지 못하였고, 영국 정보국의 피터 스몰렛이 동향을 묻기 위해 오웰을 방문하였다. 훗날 스몰렛은 소련의 스파이였다는 것이 밝혀진다. 오웰은 다시 세커앤워버그와 출판 계약을 하였지만 책은 전쟁이 끝난 직후인 1945년 8월 17일이 되어서야 출판되었다.
《동물 농장》은 파시즘에 반대하는 것이었음에도 불구하고 반공주의로 읽혀 미국에 의해 광범위하게 출판되었다. 최초의 외국어 번역은 한국어 번역이었는데, 2차 대전 이후 가장 첨예하게 냉전이 벌어진 지역이 한반도였기 때문이다. 1948년 미군정 공보처 관료였던 김길준이 직접 번역하였다. 조지 오웰은 《동물 농장》에 전체주의 전체에 대한 경멸과 조소를 담았지만, 한국에서는 반공주의로 단순화되어 스탈린 독제에 저항하는 반공소설로 오독되었다. 《동물 농장》은 오늘날에도 종종 반공 동화로 분류되기도 한다. 사실 이 당시 오웰은 아나키즘에 매료되어 있었다.
조지 오웰이 전쟁 기간 중 적은 일기엔 그의 심정이 잘 드러나 있다.
우리 시대 보다 더 천박한 도덕과 정서의 사례를 찾을 수는 없을 것이다. 사실 우리는 이제 모두 덜하거나 더하거나 친 스탈린파인 것이다. 이 역겨운 살인자가 뜬금없이 우리 편이 되었고 추방 등등은 갑자기 잊혀졌다.— 조지 오웰의 1941년 7월 3일 일기

1944년 조지 오웰과 아일린은 입양을 결정하고 아이의 이름을 리처드 호라리토 블레어로 지었다. 전쟁이 끝날 무렵 오웰은 《옵저버》의 특파원으로 파리와 쾰른에 다녀왔다. 전쟁이 끝나감에도 불구하고 정부가 계속 언론을 탄압하자 오웰은 '자유방어위원회'에서 열심히 활동한다. 전쟁이 벌어졌던 시기 내내 오웰은 참여적 지식인으로 살아왔고 《동물 농장》이외의 글은 대부분 잡지에 기고 된 현실적 논평이거나 에세이였다.
1945년 3월 삶의 동반자였던 아일린이 자궁 적출 수술을 받던 가운데 사망했다.

## 《1984년》

조지 오웰의 무덤.

1946년 이후 말년까지 조지 오웰은 언론인으로서 《트리뷴》, 《옵저버》, 《맨체스터 이브닝 뉴스》 등에 칼럼을 기고하였다. 그러는 사이 오웰은 전쟁 시기 발표하였던 에세이들을 모아 단행권 《비판적 에세이》를 발행하였다.
아일린이 사망한 뒤 마음 둘 곳을 찾지 못했던 오웰은 세 명에게 청혼을 해보지만 모두 거절당했다. 그 중에는 소냐 브라우넬도 있었으며 그녀는 이후 모리스 메를로퐁티와 연애를 했지만 오래가진 못한다. 《동물 농장》으로 유명 작가가 된 오웰은 런던이 싫어져 1946년에 스코틀랜드 주라 섬으로 이주했다.
여동생 에이브릴의 도움으로 양자 리처드를 자연 속에서 키우면서 《1984년》을 집필하기 시작해 1947년 말에 탈고했지만 폐결핵으로 한동안 요양해야 했다. 폐결핵의 악화는 그의 심신을 지치게 했고, 정맥류성 궤양을 앓고 있는 소설 속 주인공 윈스턴의 처지로 대변되어 나타난다. '만약 병이 그렇게 심하지만 않았다면 이 소설도 그다지 어둡지 않았을 것'이라고 밝혔듯 그의 저서 가운데 가장 위트가 없는 책이 되었다. 소냐 브라우넬의 힘차고 밝은 이미지는 《1984년》의 줄리아로 표현되었다. 1948년 11월에 최종 탈고한 오웰은 1948의 48을 뒤집어 1984년이라고 제목을 붙였다.
메를로퐁티와 어긋난 소냐는 걸작을 내놓은 오웰에게 돌아왔다. 오웰은 다시 폐결핵으로 입원했고 병상에서 소냐 브라우넬과 1949년 10월에 결혼하였다. 소냐의 간호를 받으며 오웰은 다시 회복되어 작품 활동을 하길 바랐지만 두 달 뒤에 숨을 거두었다.
삶의 소박한 것들을 사랑해왔던 오웰은 그것이 박탈된 근 미래를 묘사하여 전체주의가 얼마나 위험한 것 인지를 충격적으로 묘사하였다. 《1984년》은 출간 즉시 고전이 되었으며 지금도 그러하다. 《1984년》 안에는 언론인으로 겪은 그의 경험들이 녹아 있다. 예를 들어 101호실은 BBC에서 그가 근무하던 방의 번호에서 따왔다. 또한, 그가 오랫동안 보고 겪었던 전쟁과 이데올로기의 참상에 대한 비판이 이야기 전체를 관통한다. 조지 오웰은 1943년 12월에 있었던 테헤란 회담의 경과를 보면서 세계가 초강대국과 그들의 영향권으로 재편되는 것을 직감했다. 로저 센하우스는 1948년 조지 오웰이 보낸 편지를 통해 그가 이 장면을 "잊히지 않을 소설의 핵심에 각인"하였다고 회상하였다. 조지 오웰은 스페인내전 당시 참전 경험에서 코민테른의 공산주의자들의 교조적 행동이 오히려 프란시스코 프랑코의 파시즘과 같은 전체주의적이란 것을 발견하고 《카탈로니아 찬가》를 저술한 바 있다. 오웰은 자신이 겪었던 참호전, 식량 배급에 대한 경험과 스탈린의 강제 노동 수용소, 미국의 핵폭탄 투하 등을 보면서 냉전 세계에 대한 비관적 전망을 책에 담았다.
또한 조지 오웰은 《1984년》에서 철저한 감시에 놓인 전체주의 사회를 비판하면서, 동시에 전체주의가 어떻게 언어를 통하여 상징을 조작하는지 주목하였다. 그는 책의 부록으로 책에서 사용된 〈신어의 원리〉를 설명하면서, 당시 이미 사용되고 있던 각종 축약어, 이를 테면 나치, 코민테른, 인프레코르와 같은 언어에 대해 경고 하였다. 오웰은 국제 공산당(International Communist Party)은 마르크스, 파리 코뮌, 인터네셔널과 같은 공산주의 운동의 흐름이 떠오르지만 코민테른(Comintern, Communist International)이라는 말에서 떠오르는 것은 엄격히 짜여진 단체, 명백히 정의된 강령체만이 떠오를 뿐이라고 일갈하였다.

## 오웰 리스트
조지 오웰은 병상에 있을 때 친소주의 작가 명단을 작성하여 '백주의 암흑'의 작가 아서 케스틀러의 처제였던 정보조사원 셀리아 커원을 통해 영국 정부 외무연방성 산하의 정보연구국(Information Research Department)에 제출하였다. 이 리스트에는 38명의 명단이 적혀 있었고, 영국은 이를 메카시즘 선전 활동에 활용하였다. 오웰 리스트는 54년간 비밀로 묶여 있다가 2003년이 되어 일반에 공개되었다. 오웰 리스트에 오른 사람들 가운데 일부는 실제 소련 KGB에 포섭된 친소파로 밝혀졌다.
오웰 리스트는 후일 격론을 불러 일으켰다. 아일랜드계 미국 언론인 겸 작가 알렉산더 코번(Alexander Cockburn)은 이를 "당치 않은 고자질"이라고 강하게 비판했다. 그러나, 명단을 넘겨 받은 셀리아 커원은 오웰이 당연히 해야 할 일을 한 것이라고 옹호하였다.

## 저서

### 단행본
| 연도   | 작품명 (원제)                                                  | 장르   | 한국어 번역서 |
| ------ | -------------------------------------------------------------- | ------ | --- |
| 1933년 | 《파리와 런던의 밑바닥 생활》 Down and Out in Paris and London | 르포   | 신창용 역, 《파리와 런던의 밑바닥 생활》, 삼우반, 2008년, ISBN 978-89-9074-535-4 김성태 역, 《파리 런던 방랑기》, 서당, 1992년 권자인 역, 《하얀 구름 외길》, 행림각, 1990년 |
| 1934년 | 《버마의 나날》 Burmese Days                                   | 소설   | 박경서 역, 《버마 시절》, 열린책들, 2010년, ISBN 978-89-3291-103-8 박경서 역, 《제국은 없다》, 서지원, 2002년, ISBN 978-89-7743-159-1 |
| 1935년 | 《목사의 딸》 A Clergyman's Daughter                           | 소설   | - |
| 1936년 | 《엽란을 날려라》 Keep the Aspidistra Flying                   | 소설   | 박경서 역, 《엽란을 날려라》, 지만지, 2017년, ISBN 9791128824265 |
| 1937년 | 《위건 부두로 가는 길》 The Road to Wigan Pier                 | 르포   | 이한중 역, 《위건 부두로 가는 길》, 한겨레출판사, 2010년, ISBN 978-89-8431-371-2 김설자 역, 《위건 부두로 가는 길》, 부북스, 2013년, ISBN 978-89-9378-552-4 구세희 역, 《위건 부두로 가는 길》, 2011년, 청하, ISBN 978-89-4030-217-0                                                                 |
| 1938년 | 《카탈로니아 찬가》 Homage to Catalonia                        | 르포   | 정영목 역, 《카탈로니아 찬가》, 민음사, 2014년, ISBN 978-89-3746-046-3 김영희, 김정은, 이진숙 역, 《카탈루냐 찬가》, 부북스, 2013년, ISBN 978-89-9378-551-7 정효석 역, 《카탈로니아 찬가》, 풀무질, 1995년, ISBN 978-89-8648-605-6 김옥수 역, 《카탈루냐 찬가》, 비꽃, 2017년, ISBN 979-1185-393-308 |
| 1939년 | 《숨쉬러 올라오기》 Coming Up for Air                          | 소설   | 이한중 역, 《숨쉬러 나가다》, 한겨레출판사, 2011년, ISBN 978-89-8431-463-4 |
| 1940년 | 《고래 뱃속에서》 Inside the Whale                             | 에세이 | 하윤숙 역, 《모든 예술은 프로파간다다》, 이론과실천, 2013년, ISBN 978-89-3136-048-6 |
| 1941년 | 《사자와 일각수》 The Lion and the Unicorn                     | 에세이 | - |
| 1945년 | 《동물 농장》 Animal Farm                                      | 소설   | 도정일 역, 《동물 농장》, 민음사, 1998년, ISBN 978-89-3746-005-0 김길준 역, 《동물농장》, 정산미디어, 1948년(2015년 복간), ISBN 978-89-9311-739-4 박경서 역, 《동물농장》, 열린책들, 2009년, ISBN 978-89-3290-970-7                                                                                  |
| 1946년 | 《비판적 에세이》 Critical Essays                              | 에세이 | 하윤숙 역, 《모든 예술은 프로파간다다》, 이론과실천, 2013년, ISBN 978-89-3136-048-6 |
| 1947년 | 《영국 사람들》 The English People                             | 에세이 | - |
| 1949년 | 《1984년》 Nineteen Eighty-Four                                | 소설   | 김병익 역, 《1984년》, 문예출판사, 2014년, ISBN 978-89-3100-366-6 박경서 역, 《1984년》, 열린책들, 2009년, ISBN 978-89-3290-930-1 권지아 역, 《1984년》, 을유문화사, 2012년, ISBN 978-89-3240-378-6                                                                                                  |
| 1. 2.  |                                                                |        | |

### 에세이
조지 오웰의 에세이를 선별한 단행본이 다수 번역되었다. 중복 번역된 글도 좀 있지만 오웰의 중요한 에세이들은 대략 번역된 셈이다. 박경서, 이한중 역서는 역자들이 선정, 편집한 것이고 하윤숙 역서는 2008년에 편집된 《모든 예술은 프로파간다다》(All Art Is Propaganda: Critical Essays)를 원서로 한다. 김영진 역서는 오웰이 언론에 실었던 글들 위주로 묶였다.
- 박경서 역, 《코끼리를 쏘다》, 실천문학사, 2003년, ISBN 978-89-3920-456-0
- 이한중 역, 《나는 왜 쓰는가》, 한겨레출판, 2010년, ISBN 978-89-8431-423-8
- 하윤숙 역, 《모든 예술은 프로파간다다》, 이론과실천, 2013년, ISBN 978-89-3136-048-6
- 박경서 역, 《영국식 살인의 쇠퇴》, 은행나무, 2014년, ISBN 978-89-5660-783-2
- 김영진 역, 《더 저널리스트 : 조지 오웰》, 한빛비즈, 2018년, ISBN 9791157842339

| 1928년 - La Censure en Angleterre // 영국의 검열 // 미번역 - Burma // 버마 // 미번역 - A Farthing Newspaper (december) //서푼짜리 신문 // 박경서 - Unemployment in England // 실업 // 박경서 1929년 - A Day in the Life of a Tramp // 어느 부랑자의 삶의 하루 // 박경서 - Beggars in London // 런던의 거지 // 미번역 - John Galsworthy // 존 갤스워시 // 미번역 1930년 - Review of Herman Melville by Lewis Mumford // 루이스 멈포드의 《허먼 멜빌》 서평 // 미번역 - Review of Alexander Pope by Edith Sitwell, etc // 에디스 시트웰의 《알렉산더 포프》 서평 외 // 미번역 - A Good 'Middle' // 선한 "중도" // 미번역 - Review of Angel Pavement by J. B. Priestley // J. B. 프리스틀리의 《천사의 거리 》 서평 // 미번역 1931년 - Review of The Two Carlyles by Osbert Burdett // 오즈버트 버뎃의 《두 명의 칼라인》 서평 // 미번역 - The Spike // 스파이크 // 이한중 - Poverty - Plain and Coloured // 서민과 유색인의 빈곤 // 미번역 - A Hanging (1931/08) // 교수형 // 박경서, 이한중 - Hop-Picking // 홉 열매 따기 // 박경서 1932년 - Review of The Spirit of Catholicism by Karl Adam // 칼 에덤의 《가톨릭의 정신》 서평 // 미번역 - Clink // 유치장 // 박경서 - Review of Byron and the Need of Fatality by Charles du Bos // 샤를 듀보스의 《바이런과 숙명의 필요성》 서평 // 미번역 - Common Lodging Houses // 여인숙 // 박경서 1935년 - Review of Caliban Shrieks by Jack Hilton // 잭 힐튼의 《캘리밴》의 비명 서평 - Review of Tropic of Cancer by Henry Miller // 헨리 밀러의 《북회귀선》 서평 // 미번역 1936년 - Shooting an Elephant // 코끼리를 쏘다 // 박경서, 이한중 - My Country Right or Left // 좌든 우든 나의 조국 // 이한중 - Propagandist Critics // 선동가 비판 // 미번역 - Bookshop Memories // 서점의 추억 // 박경서, 이한중 1937년 - Spilling the Spanish Beans // 스페인의 비밀을 누설한다 // 이한중 - Eye-witness in Barcelona // 바르셀로나에서 목격한 일 // 미번역 1938년 - Review of Spanish Testament by Arthur Koestler // 아서 케스틀러의 《스페인 유언장》 서평 // 미번역 - Why I Joined the Independent Labour Party // 나는 왜 독립노동당에 가입했는가 // 이한중 - Political Reflections on the Crisis // 위기에 대한 정치적 반향 // 미번역 - Will Gypsies Survive? // 집시는 살아남을까? // 미번역 1939년 - Not Counting Niggers // 검둥이는 신경쓰지 않는다 // 미번역 - The Spanish War // 스페인 내전 // 미번역 - Marrakech // 마라케시 // 박경서, 이한중 1940년 - 고래 뱃속에서 외 - Inside the Whale // 고래 뱃속에서 // 박경서, 하윤숙 - Review of the work of Charles Dickens //찰스 디킨스 // 하윤숙 - Boys' Weeklies // 소년 주간지 //하윤숙 - New Words // 신세계 // 미번역 - Review of Mein Kampf by Adolf Hitler // 아돌프 히틀러의 《나의 투쟁》 // 박경서 역 - The Limit to Pessimism // 비관론의 한계 // 미번역 - Notes on the Way // 길 위에서 쓴 노트 // 미번역 - Review of Personal Record by Julien Green // 줄리안 그린의 《개인 기록》 서평 // 미번역 - Review of The Totalitarian Enemy by Franz Borkenau // 프란츠 보르케나우의 《전체주의의 적》 서평 // 미번역 - Prophecies of Fascism // 파시즘의 신탁 // 미번역 - Charles Reade // 찰스 리드 // 미번역 - The Proletarian Writer (오웰과 데즈먼드 호킨스의 대담) // 프롤레타리아 작가 // 미번역 - Review of Landfall by Nevil Shute; Nailcruncher by Albert Cohen(프랑스어, 비앙 홀란드가 영역 // 네빌 슈트의 《상륙》, 알버트 코헨의 《손톱을 물어뜯는 사람》 서평 // 미번역 - Film Review of The Great Dictator // 영화평, 《위대한 독재자》 // 하윤숙 - Arm The People // 시민들을 무장시켜라 // 박경서 | 1941년 - The Lion and the Unicorn: Socialism and the English Genius // 사자와 일각수: 사회주의와 영국의 재능 - England Your England // 영국, 당신의 영국 // 이한중 - Part Two: Shopkeepers at War // 2부: 전시 소매상 // 미번역 - Part Three: The English Revolution // 3부: 영국 혁명 // 미번역 - The Frontiers of Art and Propaganda // 예술과 선동의 전위들 // 미번역 - Tolstoy and Shakespeare // 톨스토이와 셰익스피어 // 미번역 - The Meaning of a Poem //한 편의 시가 주는 의미 // 박경서 - Literature and Totalitarianism // 문학과 전체주의 // 박경서 - No, Not One // 아니, 하나도 없다 // 하윤숙 1942년 - The Rediscovery of Europe // 유럽의 재발견 // 박경서 - The British Crisis: London Letter to Partisan Review // 영국의 위기: 《파르티잔 리뷰》에 보내는 런던의 편지 // 미번역 - Review of The Sword and the Sickle by Mulk Raj Anand // 뮬크 라즈 아난드의 《검과 낫》 서평 // 미번역 - Pacifism and the War // 평화주의와 전쟁 // 미번역 - Review of Burnt Norton, East Coker, The Dry Salvages by T. S. Eliot // T. S. 엘리엇 // 하윤숙 - B.B.C. Internal Memorandum // BBC 내부 메모 // 미번역 - Review of The British Way in Warfare by B. H. Liddell Hart // B. H. 리델 하트의 《전쟁 속 영국의 길》 서평 // 미번역 - Looking Back on the Spanish War // 스페인내전을 돌이켜본다 // 박경서, 이한중 1943년 - As I Please // 나 좋을 대로 // 박경서, 이한중 - Pamphlet Literature // 팜플렛 문학 // 미번역 - Literature and the Left // 문학과 좌파 // 미번역 - Review of Beggar My Neighbour by Lionel Fielden // 리오넬 필든의 《내 이웃 거지》 서평 // 미번역 - Who Are the War Criminals? // 전쟁 범죄자는 누구인가? // 미번역 - Mark Twain — The Licensed Jester // 마크 트웨인: 세상이 인정하는 이야기꾼 // 박경서 - Poetry and the Microphone // 시와 마이크 // 이한중 - Review of Collected Poems by W. H. Davies // W. H. 데이비스의 《시선집》 서평 // 미번역 - Can Socialists be Happy? // 사회주의자는 행복할 수 있을까 //박경서, 하윤숙 1944년 - A Hundred Up // 일백번 일어나다 // 미번역 - Review of The Edge of the Abyss by Alfred Noyes // 알프레드 노이스의 《심연의 가장자리》 서평 // 미번역 - Review of The Road to Serfdom by F. A. Hayek, etc. // F. A. 하이에크의 《노예의 길》 서평 // 미번역 - Propaganda and Demotic Speech // 선동과 민주적 연설 // 미번역 - Tobias Smollett // 토비어스 스몰렛 // 미번역 - A Controversy: Orwell: Agate // 오웰과 아카테의 논쟁 // 미번역 - Review of The Vicar of Wakefield by Oliver Goldsmith // 올리버 골드스미스의 《웨이크필드의 감독 목사》 서평 // 미번역 - Funny, But Not Vulgar // 우습지만 저속하지 않은 // 미번역 - Oysters and Brown Stout // 오이스터스와 브라운 스타우트 // 미번역 - "Power House" //구빈원 // 박경서 1945년 - A New Year Message // 신년사 // 미번역 - Review of The Unquiet Grave by "Palinurus" // 팔리누러스의 《조용하지 않은 무덤》 서평 // 미번역 - Antisemitism in Britain // 영국의 반유대주의 // 미번역 - Notes on Nationalism // 민족주의 비망록 // 이한중 - Review of The Nigger of the Narcissus etc by Joseph Conrad // 조세프 콘라드의 《나르시스의 검둥이》 외 서평 // 미번역 - Revenge Is Sour // 복수는 괴로운 것 / /박경서 - You and the Atom Bomb // 당신과 원자탄 // 이한중 - What Is Science? // 과학이란 무엇인가? // 이한중 - Review of Drum under the Windows by Sean O'Casey // 신 오케이지의 《창 아래 놓인 북》 서평 // 미번역 - Catastrophic Gradualism // 비참한 점진주의 // 미번역 - Good Bad Books // 좋으면서 나쁜 책 // 하윤숙, 박경서 - Introduction to Love of Life and Other Stories by Jack London // 잭 런던의 '불을 지피다' 소개 // 미번역 - Review of The Prussian Officer and Other Stories by D.H. Lawrence // D. H. 로렌스의 《프로이센 장교와 다른 이야기들》 서평 // 미번역 - Through a Glass, Rosily // 《유리를 지나서》, 로즐리 // 미번역 - Freedom of the Park // 공원에서의 자유 // 박경서 - The Sporting Spirit // 스포츠 정신 // 박경서 - Nonsense Poetry // 말도 안되는 시 // 미번역 - Review of A Coat of Many Colours: Occasional Essays by Herbert Read // 허버트 리드의 《많은 색들의 외피: 희귀한 에세이》 서평 // 미번역 - Introduction to The Position of Peggy Harper by Leonard Merrick // 레오나르드 메릭의 《페기 하퍼의 위치》 소개 // 미번역 - In Defence of English Cooking // 영국 요리에 대한 옹호 // 박경서 | 1946년 - Critical Essays // 비판적 에세이 - Wells, Hitler and the World State (1941/08) // 웰스, 히틀러 그리고 세계국가 // 하윤숙, 이한중 - The Art of Donald McGill // 도날드 맥길의 예술 // 미번역 - Rudyard Kipling // 러디어드 키플링 // 하윤숙 역 - Benefit of Clergy: Some Notes on Salvador Dali //성직자의 특권: 살바도르 달리에 관한 몇 가지 단상 // 하윤숙 역 - W.B.Yeats // W. B. 예이츠 // 미번역 - Raffles and Miss Blandish // 래플스와 블랜디시 양 // 하윤숙 - Arthur Koestler // 아서 케스틀러 // 미번역 - In Defence of P. G. Wodehouse // 방어에 나선 P. G. 워드하우스 // 미번역 - Why I Write // 나는 왜 쓰는가 // 박경서, 이한중 - The Prevention of Literature // 문학 예방 // 박경서, 하윤숙, 이한중 - Review of We by E.I. Zamyatin // 예브게니 자마찐의 《우리들》 서평 // 미번역 - Pleasure Spots // 행락지 // 이한중 - The Politics of Starvation // 단식의 정치 // 미번역 - Decline of an English Murder // 영국식 살인의 쇠퇴 // 박경서 - A Nice Cup of Tea // 한 잔의 맛있는 차 // 박경서 - Politics and the English Language // 정치와 영어 // 이한중 - “The Moon under Water” //“물속의 달” // 이한중 - Review of The Reilly Plan by Lawrence Wolfe // 로렌스 울페의 《호화스런 계획》 서평 // 미번역 - Books v. Cigarettes // 책값 대 담뱃값 // 박경서 - Review of The Democrat at the Supper Table by Colm Brogan // 콜름 브로건의 《초강대국들의 테이블에 올려진 민주주의》 서평 // 미번역 - Review of The Cosmological Eye by Henry Miller // 헨리 밀러의 《우주론적 시야》 서평 // 미번역 - Review of The Story of Burma by F. Tennyson Jesse // F. 테니슨 제시의 《버마 이야기》 서평 // 미번역 - Review of The Martyrdom of Man by Winwood Reade // 윈우드 리드의 《인간의 순교》 서평 // 미번역 - In Front of Your Nose // 코앞에서 // 박경서 - Some Thoughts on the Common Toad // 두꺼비 단상(斷想) // 박경서, 이한중 - A Good Word for the Vicar of Bray // 변절자를 위한 덕담 // 미번역 - Editorial to Polemic // 논객에게 주는 사설 // 미번역 - James Burnham and the Managerial Revolution // 제임스 번햄과 경영 혁명 // 미번역 - Confessions of a Book Reviewer (1946/05) // 어느 서평자의 고백 // 박경서, 이한중 - The Cost of Letters // 문학의 비용 // 미번역 - Politics vs. Literature: An Examination of Gulliver's Travels //정치 대 문학: 『걸리버 여행기』에 대하여 // 하윤숙, 이한중 - How the Poor Die // 가난한 자들은 어떻게 죽는가 // 박경서, 이한중 - Riding Down from Bangor // 벵고어에서 내려오다 // 미번역 1947년 - Lear, Tolstoy and the Fool (1947/03) // 리어, 톨스토이 그리고 어릿광대 // 이한중 - Burnham's View of the Contemporary World Struggle // 현대 세계 분쟁에 대한 번햄의 관점 // 미번역 - Such, Such Were the Joys // 정말, 정말 좋았지 // 이한중 - Toward European Unity // 유럽통합을 지향하며 // 박경서 1948년 - In Defence of Comrade Zilliacus // 방어에 나선 질리아쿠스 동지 // 미번역 - Writers and Leviathan // 작가와 리바이어던 // 하윤숙, 이한중 - Review of The Soul of Man under Socialism by Oscar Wilde // 오스카 와일드의 《사회주의 아래의 인간 정신》 서평 // 미번역 - George Gissing // 조지 기싱 // 미번역 - Review of The Heart of the Matter by Graham Greene // 그래햄 그린의 《물질의 마음》 서평 // 미번역 - Review of Great Morning by Osbert Sitwell // 오스버트 시트웰의 《위대한 아침》 서평 // 미번역 - The Freedom Defence Committee // 자유방어위원회 // 미번역 - Review of Portrait of the Antisemite by Jean-Paul Sartre // 장 폴 샤르트르의 《반유대주의의 초상》 서평 // 미번역 - Review of Notes towards the Definition of Culture by T.S. Eliot // T. S. 엘리어트의 《문화의 정의를 위한 노트》 서평 // 미번역 1949년 - Reflections on Gandhi // 간디에 대한 소견 // 이한중 역 - Conrad's Place and Rank in English Letters // 영국 문학에서 콘라드의 위치와 등급 // 미번역 - The Question of the Pound Award // 에즈라 파운드의 문학상 수상에 대한 의문 // 박경서 역 - Review of Their Finest Hour by Winston S. Churchill // 윈스턴 처칠의 《최적의 시간》 서평 // 미번역 |

## 참고 문헌
- Anderson, Paul (ed). Orwell in Tribune: 'As I Please' and Other Writings. Methuen/Politico's 2006. ISBN 1-84275-155-7
- Azurmendi, Joxe (1984): George Orwell. 1984: Reality exists in the human mind, Jakin, 32: 87–103.
- Bounds, Philip. Orwell and Marxism: The Political and Cultural Thinking of George Orwell. I.B. Tauris. 2009. ISBN 1-84511-807-3
- Bowker, Gordon. George Orwell. Little Brown. 2003. ISBN 0-316-86115-4
- Buddicom, Jacintha. Eric & Us. Finlay Publisher. 2006. ISBN 0-9553708-0-9
- Caute, David. Dr. Orwell and Mr. Blair, Weidenfeld & Nicolson. ISBN 0-297-81438-9
- Crick, Bernard. George Orwell: A Life. Penguin. 1982. ISBN 0-14-005856-7
- Flynn, Nigel. George Orwell. The Rourke Corporation, Inc. 1990. ISBN 0-86593-018-X
- Haycock, David Boyd. I Am Spain: The Spanish Civil War and the Men and Women who went to Fight Fascism. Old Street Publishing. 2013. ISBN 978-1-908699-10-7
- Hitchens, Christopher. Why Orwell Matters. Basic Books. 2003. ISBN 0-465-03049-1
- Hollis, Christopher. A Study of George Orwell: The Man and His Works. Chicago: Henry Regnery Co. 1956.
- Larkin, Emma. Secret Histories: Finding George Orwell in a Burmese Teashop. Penguin. 2005. ISBN 1-59420-052-1
- Lee, Robert A, Orwell's Fiction. University of Notre Dame Press, 1969. LC 74-75151
- Leif, Ruth Ann, Homage to Oceania. The Prophetic Vision of George Orwell. Ohio State U.P. [1969]
- Meyers, Jeffery. Orwell: Wintry Conscience of a Generation. W.W.Norton. 2000. ISBN 0-393-32263-7
- Newsinger, John. Orwell's Politics. Macmillan. 1999. ISBN 0-333-68287-4
- Orwell, George, The Collected Essays, Journalism and Letters, 1 – An Age Like This 1945–1950, Penguin.
- Rodden, John (1989). George Orwell: The Politics of Literary Reputation (2002 revised ed.). New York: Oxford University Press. ISBN 0-7658-0896-X.
- Rodden, John (ed.) The Cambridge Companion to George Orwell. Cambridge. 2007. ISBN 978-0-521-67507-9
- Shelden, Michael. Orwell: The Authorized Biography. HarperCollins. 1991. ISBN 0-06-016709-2
- Smith, D. & Mosher, M. Orwell for Beginners. 1984. London: Writers and Readers Publishing Cooperative.
- Taylor, D. J. Orwell: The Life. Henry Holt and Company. 2003. ISBN 0-8050-7473-2
- West, W. J. The Larger Evils. Edinburgh: Canongate Press. 1992. ISBN 0-86241-382-6 (Nineteen Eighty-Four – The truth behind the satire.)
- West, W. J. (ed.) George Orwell: The Lost Writings. New York: Arbor House. 1984. ISBN 0-87795-745-2
- Williams, Raymond, Orwell, Fontana/Collins, 1971
- Wood, James "A Fine Rage." The New Yorker. 2009. 85(9):54.
- Woodcock, George. The Crystal Spirit. Little Brown. 1966. ISBN 1-55164-268-9

## 연구서
- Lewis, Peter. George Orwell, the road to 1984. 1981.
  - 문예중앙부 역, 조지 오웰: 1984년에의 길, 중앙일보사, 1984
  - 김기웅 역, 죠지 오웰: 동물농장이냐! 1984년이냐!, 중앙일보사, 1984
- Crick, Bernard. George Orwell: A Life. Penguin. 1982. ISBN 0-14-005856-7
- Azurmendi, Joxe. "George Orwell. 1984: Reality exists in the human mind", Jakin, 32: 87-103, 1984.
- Shelden, Michael. Orwell: The Authorized Biography. HarperCollins. 1991. ISBN 0-06-016709-2
  - 김기애 역. 조지 오웰 : 감춰진 얼굴. 성훈출판사. 1991/1992 ISBN 89-85287-05-2
- 박경서, George Orwell의 政治意識과 人間觀. 영남대학교 박사학위 논문. 1997. 국립중앙도서관[깨진 링크(과거 내용 찾기)]
- 박홍규. 조지 오웰-자유, 자연, 반권력의 정신. 이학사. 2003 ISBN 89-87350-57-6
- 고세훈 『조지오웰』(2012)
- 스테판 말테르 저 / 용경식 역, 조지 오웰, 시대의 작가로 산다는 것, 제3의공간, 2017 ISBN 9788959894628
- 아거, 조지 오웰 - 기억하는 인간, 기록하는 작가 (2019), 인물과사상사
- 피에르 크리스탱, 세바스티앵 베르디에 저 - 조지 오웰 [그래픽노블] (2020), 마농지

## 같이 보기
- 빅브라더 어워드(en:Big Brother Awards, BBAs)
- 오웰 리스트(Orwell's list)
  - 오웰 어워드(영어판)
- 이중 화법
  - 더블스피크 어워드(영어판)

### 내용주
1. ↑  파딩(Farthing)은 1956년까지 쓰인 영국 동전이다. 4 파딩이 1 페니 이었다. - en:Farthing (British coin)

### 참조주
1. ↑  "George Orwell" 보관됨 2009-02-27 - 웨이백 머신. UCL Orwell Archives. Retrieved 7 November 2008.
2. ↑  "Why I Write" in The Collected Essays, Journalism and Letters of George Orwell Volume 1 – An Age Like This 1945–1950 p. 23 (Penguin)
3. ↑  Orwell, George (1968) [1958]. Bott, George, ed. Selected Writings. London: Heinemann. p. 103. ISBN 0-435-13675-5. Every line of serious work that I have written since 1936 has been written, directly or indirectly, against totalitarianism and for democratic socialism, as I understand it. [italics from printed source]
4. ↑  "The 50 greatest British writers since 1945". The Times. 5 January 2008. Retrieved 7 January 2014.
5. ↑  Robert McCrum, The Observer, 10 May 2009
6. ↑  Crick, Bernard (2004). "Eric Arthur Blair [pseud. George Orwell] (1903–1950)". Oxford Dictionary of National Biography. Oxford, England, United Kingdom: Oxford University Press.
7. ↑  Stansky, Peter; Abrahams, William (1994). "From Bengal to St Cyprian's". The unknown Orwell: Orwell, the transformation. Stanford, California, United States: Stanford University Press. pp. 5–12. ISBN 978-0-8047-2342-8.
8. 1 2 3 4 5 6 7 8  Taylor, D. J. (2003). Orwell: The Life. Henry Holt and Company. ISBN 0-8050-7473-2.
9. ↑  Orwell, George (February 1937). "8". The Road to Wigan Pier. Left Book Club. p. 1.
10. ↑  "BBC News – The Indian Animal Farm where Orwell was born". BBC News.
11. ↑  Crick, Bernard. George Orwell: A Life. Penguin. 1982. ISBN 0-14-005856-7, p. 48
12. ↑  "Renovation of British Author George Orwell's house in Motihari begins" 보관됨 2014-06-29 - 웨이백 머신. IANS. news.biharprabha.com. Retrieved 26 June 2014.
13. ↑  Davison, P (2000), A Kind of Compulsion, London: Secker & Warburg, xviii
14. ↑  Such were the joys
15. ↑  Bowker, Gordon. George Orwell. Little Brown. 2003. ISBN 0-316-86115-4, p. 21
16. ↑  "Royal Eastbourne Golf Club – Hambro Bowl" 보관됨 2011-04-28 - 웨이백 머신. Regc.unospace.net. Retrieved 21 October 2010.
17. ↑  Bowker, Gordon. George Orwell. Little Brown. 2003. ISBN 0-316-86115-4, p. 30
18. ↑  Jacob, Alaric (1984). "Sharing Orwell's Joys, but not his Fears". In Norris, Christopher. Inside the Myth. Lawrence and Wishart.
19. ↑  "Henley and South Oxfordshire Standard". 2 October 1914.
20. ↑  "Henley and South Oxfordshire Standard". 21 July 1916.
21. ↑  Buddicom, Jacintha. Eric & Us. Finlay Publisher. 2006. ISBN 0-9553708-0-9, p. 58
22. 1 2  Wadhams, Stephen (1984). "Remembering Orwell". Penguin.
23. ↑  Connolly, Cyril (1973) [1938]. Enemies of Promise. London: Deutsch. ISBN 978-0-233-96488-1.
24. ↑  George Orwell, Such, Such Were The Joys, 1947년 (첫 출간은 1952년 《Partisan Review》)
25. ↑  A Kind of Compulsion, p. 87, gives Blair as 7th of 29 successful candidates, and 21st of the 23 successful candidates who passed the Indian Imperial Police riding test, in September 1922.
26. ↑  Stansky & Abrahams, The Unknown Orwell, pp. 170–71
27. ↑  Michael Shelden Orwell: The Authorised Biography, William Heinemann, 1991
28. ↑  A Kind of Compulsion, 1903–36, p. 87
29. ↑  Ingle, Stephen (2006년 4월 18일). 《The Social and Political Thought of George Orwell: A Reassessment》 (영어). Routledge. ISBN 9781134247776.
30. ↑  Crick (1982), p. 122
31. ↑  Stansky & Abrahams, The Unknown Orwell, p. 195
32. ↑  Ruth Pitter BBC Overseas Service broadcast, 3 January 1956
33. ↑  Plaque #2825 on Open Plaques.
34. ↑  Stansky & Abrahams, The Unknown Orwell, p. 204
35. ↑  The Spike, George Orwell
36. ↑  A Kind of Compulsion (1903–36), p. 113
37. ↑  Stansky & Abrahams, The Unknown Orwell, p. 216
38. ↑  How the Poor Die
39. ↑  김윤태, 《교양인을 위한 세계사》, 책과함께, 2007년, ISBN 978-89-9122-122-2, 115쪽
40. ↑  R. S. Peters A Boy's View of George Orwell Psychology and Ethical Development. Allen & Unwin 1974
41. ↑  Stansky & Abrahams, p. 230 The Unknown Orwell
42. ↑  Stella Judt "I once met George Orwell" in I once Met 1996
43. ↑  Orwell, George (1986), A Clergyman's Daughter, The Complete Works of George Orwell, London: Secker & Warburg, ISBN 0-436-23129-8
44. ↑  DOWN AND OUT IN PARIS AND LONDON
45. ↑  “Discovery of ‘drunk and incapable’ arrest record shows Orwell’s ‘honesty’”. 2015년 1월 6일에 원본 문서에서 보존된 문서. 2017년 2월 19일에 확인함.
46. ↑  Crick (1982), p. 221
47. ↑  Avril Dunn, My Brother George Orwell Twentieth Century 1961
48. ↑  Leys, Simon (6 May 2011). "The Intimate Orwell". The New York Review of Books. Retrieved 6 May 2011.
49. ↑  Orwell, Sonia and Angus, Ian (eds.)Orwell: An Age Like This, letters 31 and 33 (New York: Harcourt, Brace & World)
50. ↑  Down and Out in Paris and London, Introduction
51. ↑  [https://www.hillingdon.gov.uk/article/8997/George-Orwell
George Orwell] 보관됨 2016-06-14 - 웨이백 머신, London Borough of Hillington
52. ↑  GEORGE ORWELL TAUGHT HERE, shadyoldlady.com
53. ↑  GEORGE ORWELL BIOGRAPHY 보관됨 2011-04-27 - 웨이백 머신, paralumun.com
54. ↑  Sally Jerome, The Guardian
55. ↑  Stansky & Abrahams, Orwell:The Transformation pp. 100–01
56. ↑  A Kind of Compulsion, p. 392
57. ↑  D. J. Taylor Orwell: The Life Chatto & Windus 2003
58. ↑  Orwell: The Transformation, Peter Stansky and William Abrahams, Constable, 1979, p. 134.
59. ↑  Bernard Crick, "Blair, Eric Arthur [George Orwell] (1903–1950)", Oxford Dictionary of National Biography (Oxford University Press, 2004).
60. ↑  Orwell: The Transformation, Peter Stansky and William Abrahams, Constable, 1979. pp. 137-138
61. ↑  A Kind of Compulsion, p. 457
62. ↑  A Kind of Compulsion,p. 450. The Road to Wigan Pier Diary
63. ↑  Edwards, Ruth Dudley. Victor Gollancz: a biography. Gollancz. 1987. ISBN 0-575-03175-1, pp. 396 & 399
64. ↑  사회주의를 위한 사회주의자 비판, 한겨레, 2010년 1월 15일
65. ↑  조지 오웰, 이한중 역, 《위건 부두로 가는 길》, 한겨레출판사, ISBN 978-89-8431-371-2
66. ↑  조지 오웰, 이한중 역, 《위건 부두로 가는 길》, 한겨레출판사, ISBN 978-89-8431-371-2, 319쪽
67. ↑  시급 6페니의 노동자에게 왜 노조에 가입하지 않느냐고 묻자 "그들"이 허락하지 않을 것이라는 대답이 돌아왔다. "그들"이 누군지 조차 모르지만, 아무튼 "그들"이 전능한 존재인 것은 분명했다. - 조지 오웰, 이한중 역, 《위건 부두로 가는 길》, 한겨레출판사, ISBN 978-89-8431-371-2, 63쪽
68. 1 2  신남희의 즐거운 책 읽기 - 위건 부두로 가는 길 /조지 오웰 /한겨레출판 보관됨 2017-03-20 - 웨이백 머신, 매일신문, 2012년 6월 7일
69. ↑  조지 오웰, 이한중 역, 《위건 부두로 가는 길》, 〈제국 경찰에서 부랑자로〉, 한겨레출판사, ISBN 978-89-8431-371-2
70. ↑  왜, 사람들은 사회주의에 치를 떠는가? - 위건 부두로 가는 길 (조지 오웰, 1937) , 참세상, 2011년 4월 28일
71. ↑  Haycock, I Am Spain (2013), 152
72. ↑  John McNair – Interview with Ian Angus UCL 1964
73. ↑  로버트 O 팩스턴, 손명희 최희영 역, 파시즘:열정과 광기의 정치 혁명, 교양인, 2005, ISBN 89-955300-5-7, 338쪽
74. ↑  Orwell, George (1980). "V". Homage To Catalonia. introd. by Lionel Trilling. New York, New York: Harcourt Brace & Company. p. 60. ISBN 978-0-15-642117-1. OCLC 9517765. The figure for P.O.U.M. membership are given as: July 1936, 10,000; December 1936, 70,000; June 1937, 40,000.
75. ↑  George Orwell, Homage to Catalonia 보관됨 2017-03-25 - 웨이백 머신, Chapter 1
76. ↑  George Orwell's Barcelona, The Telegraph, 2013년 4월 21일
77. ↑  George Orwell, Homage to Catalonia 보관됨 2017-03-25 - 웨이백 머신, Chapter 2
78. ↑  BARCELONA THROUGH GEORGE ORWELL’S EYES, Hotel Continental
79. ↑  George Orwell's Prelude in Spain, GRANVILLE HICKS, New York Times, 1999년 5월 16일
80. ↑  George Orwell, Homage to Catalonia 보관됨 2017-03-25 - 웨이백 머신, Chapter 9
81. ↑  The May Days in Barcelona, Andrés Nin
82. ↑  George Orwell, Homage to Catalonia 보관됨 2017-03-25 - 웨이백 머신, Chapter 12
83. ↑  David Jacobs, The Man Who Saved Orwell 보관됨 2015-06-20 - 웨이백 머신, Hoover institution, Tuesday, October 30, 2001
84. ↑  Paul Foot, Victor Gollancz: From Marx to muddle, Marxists.org, October 1987
85. ↑  p.xvi, Facing Unpleasant Facts, 1937–39, Secker & Warburg, 1998 ISBN 0-436-20538-6
86. ↑  Raymond Carr, "Orwell and the Spanish war", essay in the World of George Orwell, 1971 ISBN 0-297-00479-4
87. ↑  CYNTHIA BERTELSEN, In Morocco — George Orwell, Bread, and Stirrings of Post-Colonialism 보관됨 2017-07-10 - 웨이백 머신, Cynthia D. Bertelsen's Gherkins & Tomatoes, JULY 2, 2009
88. ↑  George Orwell, Coming up to Air
89. ↑  George Orwell, George Orwell: A Life in Letters, Penguin UK, ISBN 978-0871404626
90. ↑  George Orwell, Inside The Whale
91. ↑  A Patriot After All, 1940–41, p. xvii 1998 Secker & Warburg
92. ↑  "Orwell Diaries 1938-1942". orwelldiaries.wordpress.com. Retrieved 17 January 2015.
93. ↑  George Orwell, The Lion and the Unicorn: Socialism and the English Genius
94. ↑  The Home of Royal Family
95. ↑  Orwell, Sonia and Angus, Ian (eds.). The Collected Essays, Journalism and Letters of George Orwell Volume 2: My Country Right or Left (1940-1943) (Penguin)
96. ↑  BBC tried to take George Orwell off air because of 'unattractive' voice, The Telegraph, 04 Jun 2009
97. ↑  Crick, Bernard R. (1980). George Orwell: A Life. Boston: Little, Brown and Company. ISBN 978-0-316-16112-1, p. 352
98. ↑  Orwell, G.; Davison, P. (1999). I Have Tried to Tell the Truth. London: Secker & Warburg. ISBN 978-0-436-20370-1.
99. ↑  I Have Tried to Tell the Truth, p. xxix
100. ↑  "BBC – GCSE English Literature – 'Animal Farm' – historical context (pt 1/3)" 보관됨 2012-01-03 - 웨이백 머신. bbc.co.uk.
101. ↑  Robert Colls, George Orwell: English Rebel, OUP Oxford, 2013. 10. 24.
102. ↑  ALONG CAME THE DOODLEBUG, Orwell today
103. 1 2 3   Garton Ash, Timothy (25 September 2003). "Orwell's List". The New York Review of Books. Archived from the original on 5 March 2016. Retrieved 26 April 2016.
104. ↑  조지 오웰, 김길준 역, 《동물농장》, 정산미디어, 2015년, ISBN 978-89-9311-739-4
105. ↑  안미영, 〈해방이후 전체주의와 조지 오웰 소설의 오독〉, 《민족문학사연구》 49권0호, 2012년, 민족문학사학회·민족문학사연구소, pp.339-374
106. ↑  A Patriot After All 1940–1941, p. 522
107. ↑  "He had led a quiet life as Richard Blair, not 'Richard Orwell'" - Shelden, Michael. Orwell: The Authorized Biography. HarperCollins. 1991. ISBN 0-06-016709-2, pp, 398 - 489)
108. ↑  Crick, Bernard. George Orwell: A Life. Penguin. 1982. ISBN 0-14-005856-7, p. 476.
109. ↑  Was working for the Manchester Evening News so bad that it made George Orwell write 1984?, Manchester Evening News, 2017-01-08
110. ↑  Orwell, Sonia; Angus, Ian, eds. (1970). The Collected Essays, Journalism and Letters of George Orwell. Harmondsworth: Penguin.
111. ↑  Scotland: The road to Big Brother's house, The Telegraph, 2003-07-12
112. ↑  조지 오웰, 김병익 역, 《1984년》, 문예출판사, 2014년, ISBN 978-89-3100-366-6, 354-355쪽
113. ↑  Ingle, Stephen (1993). George Orwell: a political life. Manchester, England: Manchester University Press. p. 90. ISBN 0-7190-3233-4.
114. ↑  Room 101 immortalised in plaster, BBC, 2003-11-13
115. ↑  Letter to Roger Senhouse, 26 December 1948, reprinted in Collected Works:It Is What I Think, p.487
116. ↑  조지 오웰, 김병익 역, 《1984년》, 문예출판사, ISBN 978-89-3100-366-6, 〈작품해설〉
117. ↑  조지 오웰, 김병익 역, 《1984년》, 문예출판사, ISBN 978-89-3100-366-6, 〈부록 - 신어의 원리〉
118. ↑  Ezard, John (21 June 2003). "Blair's Babe – Did love turn Orwell into a government stooge?". The Guardian. Retrieved 20 October 2016.
119. ↑  Cockburn, Alexander (7 December 1998). "St. George's List". The Nation.